# Liste der Kulturdenkmale in Leipzig-Zentrum-Nordwest, K–Z
Die Liste der Kulturdenkmale in Leipzig-Mitte (Zentrum-Nordwest) enthält die Kulturdenkmale des Leipziger Stadtteils „Zentrum-Nordwest“, die in der Denkmalliste vom Landesamt für Denkmalpflege Sachsen mit Stand 2017 erfasst wurden.
Aus Platzgründen ist diese Liste geteilt. In dieser Liste sind die Kulturdenkmale in den Straßen mit den Anfangsbuchstaben K–Z erfasst. Die Kulturdenkmale in den Straßen A–J sind in der Liste der Kulturdenkmale in Leipzig-Zentrum-Nordwest, A–J aufgeführt.

## Legende
- Bild: Bild des Kulturdenkmals, ggf. zusätzlich mit einem Link zu weiteren Fotos des Kulturdenkmals im Medienarchiv Wikimedia Commons. Wenn man auf das Kamerasymbol klickt, können Fotos zu Kulturdenkmalen aus dieser Liste hochgeladen werden:
- Bezeichnung: Denkmalgeschützte Objekte und ggf. Bauwerksname des Kulturdenkmals
- Lage: Straßenname und Hausnummer oder Flurstücknummer des Kulturdenkmals. Die Grundsortierung der Liste erfolgt nach dieser Adresse. Der Link (Karte) führt zu verschiedenen Kartendiensten mit der Position des Kulturdenkmals. Fehlt dieser Link, wurden die Koordinaten noch nicht eingetragen. Sind diese bekannt, können sie über ein Tool mit einer Kartenansicht einfach nachgetragen werden. In dieser Kartenansicht sind Kulturdenkmale ohne Koordinaten mit einem roten bzw. orangen Marker dargestellt und können durch Verschieben auf die richtige Position in der Karte mit Koordinaten versehen werden. Kulturdenkmale ohne Bild sind an einem blauen bzw. roten Marker erkennbar.
- Datierung: Baubeginn, Fertigstellung, Datum der Erstnennung oder grobe zeitliche Einordnung entsprechend des Eintrags in der sächsischen Denkmaldatenbank
- Beschreibung: Kurzcharakteristik des Kulturdenkmals entsprechend des Eintrags in der sächsischen Denkmaldatenbank, ggf. ergänzt durch die dort nur selten veröffentlichten Erfassungstexte oder zusätzliche Informationen
- ID: Vom Landesamt für Denkmalpflege Sachsen vergebene, das Kulturdenkmal eindeutig identifizierende Objekt-Nummer. Der Link führt zum PDF-Denkmaldokument des Landesamtes für Denkmalpflege Sachsen. Bei ehemaligen Kulturdenkmalen können die Objektnummern unbekannt sein und deshalb fehlen bzw. die Links von aus der Datenbank entfernten Objektnummern ins Leere führen. Ein ggf. vorhandenes Icon  führt zu den Angaben des Kulturdenkmals bei Wikidata.

## Liste der Kulturdenkmale in Leipzig-Mitte (Zentrum-Nordwest)
| Bild                                    | Bezeichnung | Lage                                                                     | Datierung | Beschreibung | ID       |
| --------------------------------------- | --- | ------------------------------------------------------------------------ | --- | --- | -------- |
| Direkt Bild zu diesem Denkmal hochladen | Handschwengelpumpe mit Brunnenschacht und Abdeckplatte | Kickerlingsberg (Karte)                                                  | 1914 (Handschwengelpumpe) | Typ Großer Löwe, nur noch Pumpenfußteil vorhanden, ortsgeschichtlich von Bedeutung | 09294876 |
|                                         | Einfriedungsmauer zur Kleingartenanlage »Nordvorstadt« mit Treppenanlage, sowie Parkanlage zwischen Zoo, Kleingartensparte und Kickerlingsberg | Kickerlingsberg (Karte)                                                  | 1911–1916 (Garteneinfriedung) | markant gestaltete Betonmauer, ehemals Mauer zu einer Kasernenanlage, Schmuckplatz mit altem Baumbestand, gartenhistorisch und ortsgeschichtlich von Bedeutung | 09294150 |
| Direkt Bild zu diesem Denkmal hochladen | Einzeldenkmal der Sachgesamtheit Zoologischer Garten Leipzig (Obj. 09304553): Plastiken, Gedenkstein, Gedenktafel sowie Tierhäuser und -freianlagen (Aquarium/Terrarium, Großes Hirschhaus, Kleines Hirschhaus, Affenhaus, Neues Raubtierhaus, Affeninsel, Bärenburg, Dickhäuterhaus – Anschrift: Kickerlingsberg 3, Raubvogelkäfige, Entenweiher, Transformatorenhaus mit Taubenhaus, Vogelhalle), sogenanntes Schweizerhaus, Ufermauer und Wehr des Ententeiches sowie Café-Pavillon am Ententeich, ferner Verwaltungsgebäude (Anschrift: Pfaffendorfer Straße 29) und zentraler Eingangsbau mit Löwentor an der Pfaffendorfer Straße | Kickerlingsberg 3 (Karte)                                                | 1899–1900 (Eingangsgebäude und Eingang Zoo), um 1900 (Affenhaus), 1902 (Neues Raubtierhaus), bezeichnet 1910 (Aquarium), 1912–1913 (Terrarium) | historische Zoobauten im Jugend- und Reformstil der Zeit nach 1900 bzw. markante Klinkerbauten im Stil der Moderne der 1920er/1930er und 1960er Jahre, baugeschichtlich und ortsgeschichtlich von Bedeutung | 09299310 |
|                                         | Vereinshaus einer Kleingartenanlage | Kickerlingsberg 9a (Karte)                                               | um 1900 (Vereinshaus) | historisierende Putzfassade mit Blendfachwerk und Balkon, ortsgeschichtlich von Bedeutung Denkmaltext Ehemaliges Gartenvereinshaus und Gaststätte. Putzbau mit leicht vorkragendem Fachwerk-Obergeschoß, um 1897. Weit vorstehendes Dach, am Ostgiebel hölzerne Veranda mit Freigespärre. LfD 1998/2002 | 09294149 |
| Direkt Bild zu diesem Denkmal hochladen | Handschwengelpumpe mit Brunnenschacht und Abdeckplatte | Leibnizstraße (Karte)                                                    | vor 1890 (Handschwengelpumpe) | vor Nummer 15/17, Handschwengelpumpe Typ Gotik, kulturgeschichtlich von Bedeutung | 09294890 |
|                                         | Mietshaus in geschlossener Bebauung | Leibnizstraße 1 (Karte)                                                  | um 1865 (Mietshaus) | mit Hausdurchgang, klassizistische Putzfassade mit Sandsteingliederung, baugeschichtlich und städtebaulich von Bedeutung | 09291273 |
|                                         | Mietshaus in geschlossener Bebauung und Hofgebäude | Leibnizstraße 3 (Karte)                                                  | 1860er Jahre (Mietshaus) | mit Tordurchfahrt, klassizistische Putzfassade mit Balkons, baugeschichtlich und städtebaulich von Bedeutung | 09291274 |
|                                         | Mietshaus in ehemals geschlossener Bebauung | Leibnizstraße 4 (Karte)                                                  | um 1870 (Mietshaus) | mit Tordurchfahrt, historistische Putzfassade, baugeschichtlich und städtebaulich von Bedeutung | 09299251 |
|                                         | Mietshaus in geschlossener Bebauung und Hofgebäude | Leibnizstraße 5 (Karte)                                                  | 1860er Jahre (Mietshaus) | mit Tordurchfahrt, klassizistische Putzfassade, bleiverglaste Treppenhausfenster, Holztäfelung und Stuckpilaster im Eingangsbereich, baugeschichtlich und städtebaulich von Bedeutung | 09291275 |
|                                         | Mietshaus in ehemals geschlossener Bebauung | Leibnizstraße 6 (Karte)                                                  | 1860er Jahre (Mietshaus) | mit Tordurchfahrt, historistische Putzfassade mit Sandsteingliederung, baugeschichtlich und städtebaulich von Bedeutung | 09291276 |
|                                         | Mietshaus in halboffener Bebauung und Hofgebäude | Leibnizstraße 7 (Karte)                                                  | 1862 (Mietshaus) | Vorderhaus mit Tordurchfahrt, klassizistische- historistische Putzfassade in aufwendiger Gestaltung, hübsche Reliefs und Nischenfigur an der Fassade, Treppenhausausmalung, Pilaster in der Tordurchfahrt, Hofgebäude Klinkerbau, als Kopfbau einer Mietshauszeile ausgebildet, baugeschichtlich und städtebaulich von Bedeutung | 09291277 |
|                                         | Villa in ehemals halboffener Bebauung | Leibnizstraße 10 (Karte)                                                 | 1869 (Villa) | historistische Putzfassade mit Sandsteingliederung und Balkon, baugeschichtlich und städtebaulich von Bedeutung | 09291278 |
|                                         | Mietshaus in geschlossener Bebauung und in Ecklage | Leibnizstraße 11 (Karte)                                                 | 1865 (Mietshaus) | mit Tordurchfahrt, neogotische Putzfassade, Eckerker, bleiverglaste Treppenhausfenster, Prägetapete, baugeschichtlich und städtebaulich von Bedeutung | 09291279 |
|                                         | Mietshaus in geschlossener Bebauung | Leibnizstraße 13 (Karte)                                                 | 1860er Jahre (Mietshaus) | mit Hausdurchgang, historistische Putzfassade mit Sandsteingliederung, baugeschichtlich und städtebaulich von Bedeutung | 09291280 |
|                                         | Mietshaus in halboffener Bebauung und in Ecklage | Leibnizstraße 14 (Karte)                                                 | 1863 (Mietshaus) | historistisch-klassizistische Putzfassade, Eckbalkon, Windfangtür mit geätzter Verglasung, baugeschichtlich und städtebaulich von Bedeutung | 09291281 |
|                                         | Mietshaus in geschlossener Bebauung | Leibnizstraße 15 (Karte)                                                 | 1863 (Mietshaus) | historistische Putzfassade mit Sandsteingliederung, baugeschichtlich und städtebaulich von Bedeutung | 09291282 |
|                                         | Mietshaus in geschlossener Bebauung mit Einfriedung im Hof | Leibnizstraße 16 (Karte)                                                 | um 1870 (Mietshaus) | kräftig gestaltete historistische Putzfassade, Stuck und Terrazzo im Eingangsbereich, baugeschichtlich und städtebaulich von Bedeutung | 09291283 |
|                                         | Mietshaus in halboffener Bebauung mit seitlicher Pforte und Gartenpavillon | Leibnizstraße 17 (Karte)                                                 | 1860er Jahre (Mietshaus) | klassizistische Putzfassade, baugeschichtlich und städtebaulich von Bedeutung | 09291284 |
|                                         | Mietshaus in geschlossener Bebauung | Leibnizstraße 18 (Karte)                                                 | 1860er Jahre (Mietshaus) | historistische Putzfassade, baugeschichtlich und städtebaulich von Bedeutung | 09291285 |
|                                         | Mietshaus in halboffener Bebauung und in Ecklage, mit seitlicher Einfriedung und Toreinfahrt | Leibnizstraße 19 (Karte)                                                 | 1863–1864 (Mietshaus), 1896 (Einfriedung) | klassizistische Putzfassade mit Sandsteingliederung, Eckbetonung mit Balkon, baugeschichtlich und städtebaulich von Bedeutung | 09291286 |
|                                         | Mietshaus in geschlossener Bebauung | Leibnizstraße 20 (Karte)                                                 | 1862 (Mietshaus) | mit Tordurchfahrt, klassizistische Putzfassade, Stuck in der Tordurchfahrt, baugeschichtlich und städtebaulich von Bedeutung | 09291287 |
|                                         | Mietshaus in offener Bebauung mit seitlicher Toreinfahrt und Hinterhaus | Leibnizstraße 21 (Karte)                                                 | 1860er Jahre (Mietshaus) | historistische Putzfassade, Statuennische im Erdgeschoss, baugeschichtlich und städtebaulich von Bedeutung | 09291288 |
|                                         | Mietshaus in halboffener Bebauung und in Ecklage, mit seitlicher Einfriedung an der Hinrichsenstraße | Leibnizstraße 22 (Karte)                                                 | um 1860 (Mietshaus) | Gebäude mit Tordurchfahrt, historistische Putzfassade, Eckerker, geätzte Treppenhausfenster, baugeschichtlich und städtebaulich von Bedeutung | 09291289 |
|                                         | Gartenhaus | Leibnizstraße 23 (Karte)                                                 | um 1905 (Mietshaus) | Sandstein-Putz-Fassade, im Reform- und Jugendstil, baugeschichtlich und städtebaulich von Bedeutung | 09291290 |
|                                         | Mietvilla (Hinrichsenstraße 10) in Ecklage, mit Remisen-Anbau (Leibnizstraße 24) | Leibnizstraße 24 (Karte)                                                 | 1865 (Mietvilla) | repräsentative historistische Putzfassade, Eckbalkon, ehemaliges Wohn- und Bethaus des orthodoxen Rabbiners Israel Friedmann, baugeschichtlich, ortsgeschichtlich und städtebaulich von Bedeutung | 09291785 |
|                                         | Mietshaus in offener Bebauung mit Einfriedung und Vorgarten | Leibnizstraße 25 (Karte)                                                 | 1904 (Mietshaus) | repräsentative neobarocke Putzfassade, Marmor und Spiegel im Eingangsbereich, baugeschichtlich und städtebaulich von Bedeutung | 09291291 |
|                                         | Mietvilla (Nr. 28) mit Remisen-Anbau (Nr. 26), Garten und Gartenhaus | Leibnizstraße 26; 28 (Karte)                                             | 1862, später überformt (Mietvilla) | historisierende Putzfassade noch von klassizistischer Wirkung, bleiverglaste Treppenhausfenster, baugeschichtlich und städtebaulich von Bedeutung | 09291293 |
|                                         | Mietshaus in offener Bebauung mit Vorgarten | Leibnizstraße 27 (Karte)                                                 | um 1905 (Mietshaus) | repräsentative neobarocke Putzfassade, Marmor und Fliesen im Eingangsbereich, baugeschichtlich und städtebaulich von Bedeutung | 09291292 |
| Weitere Bilder                          | Einzeldenkmal der Sachgesamtheit Rosental (Obj. 09304529): Grenzsteine | Leibnizweg (Karte)                                                       | 16. Jh. (Grenzstein) | ortsgeschichtlich von Bedeutung | 09299185 |
|                                         | Ufermauer des Elstermühlgrabens | Liviastraße (Karte)                                                      | 1890–1892 (Uferbefestigung) | stadtgeschichtliche Bedeutung | 09299376 |
| Weitere Bilder                          | Mietshaus in offener Bebauung mit seitlicher Einfriedung | Liviastraße 1 (Karte)                                                    | um 1895 (Mietshaus) | historistische Klinkerfassade, Eckturm, bleiverglaste Treppenhausfenster, baugeschichtlich und städtebaulich von Bedeutung | 09291593 |
| Weitere Bilder                          | Doppelmietshaus (mit Tschaikowskistraße 30) in offener Bebauung und in Ecklage | Liviastraße 2 (Karte)                                                    | um 1895 (Doppelmietshaus) | straßenraumprägende historistische Klinkerfassade, Eckerker, bleiverglaste Treppenhausfenster, Marmorausstattung im Eingangsbereich, baugeschichtlich und städtebaulich von Bedeutung | 09291594 |
| Weitere Bilder                          | Mietshaus in offener Bebauung und in Ecklage, mit Einfriedung und Vorgarten | Liviastraße 3 (Karte)                                                    | 1901–1902 (Mietshaus) | repräsentative historisierende Sandsteinfassade, Eckturm, teilweise bleiverglaste Treppenhausfenster, siehe auch gleichgestaltetes Nachbarhaus Feuerbachstraße 2, baugeschichtlich und städtebaulich von Bedeutung | 09291595 |
| Weitere Bilder                          | Mietshaus in offener Bebauung | Liviastraße 4 (Karte)                                                    | um 1895 (Mietshaus) | historisierende Klinkerfassade, Fachwerkgiebel, bleiverglaste Treppenhausfenster, baugeschichtlich und städtebaulich von Bedeutung | 09291596 |
| Weitere Bilder                          | Mietshaus in offener Bebauung und in Ecklage | Liviastraße 5 (Karte)                                                    | um 1895 (Mietshaus) | historistische Klinkerfassade, Eckerker, Stuck und Marmorverkleidung im Eingangsbereich, baugeschichtlich und städtebaulich von Bedeutung | 09291597 |
| Weitere Bilder                          | Mietshaus in offener Bebauung und in Ecklage, mit seitlicher Einfriedung zur Wettiner Straße und Toreinfahrt zur Liviastraße | Liviastraße 6 (Karte)                                                    | 1903 (Mietshaus) | Putzfassade mit zwei Eckerkern und Balkonanlage, im Reformstil der Zeit um 1910, Architekt: Emil Franz Hänsel, teilweise bleiverglaste Treppenhausfenster, baugeschichtlich, künstlerisch und städtebaulich von Bedeutung | 09291598 |
| Weitere Bilder                          | Mietshaus in offener Bebauung | Liviastraße 7 (Karte)                                                    | 1902 (Mietshaus) | ehemals mit Garage im Hof, Putzfassade mit Naturstein- und Fachwerkelementen, im Reformstil der Zeit um 1910, Architekt: Emil Franz Hänsel, bleiverglaste Treppenhausfenster, baugeschichtlich, künstlerisch und städtebaulich von Bedeutung | 09291599 |
|                                         | Villa mit seitlicher Einfriedungsmauer | Liviastraße 8 (Karte)                                                    | 1901 (Villa) | ungewöhnlich gestaltete Putz-Sandstein-Fassade, Bleiglasfenster, Reformstil-Architektur, Architekt: Raymund Brachmann, baugeschichtlich, künstlerisch und städtebaulich von Bedeutung | 09291600 |
|                                         | Mietshaus in offener Bebauung und in Ecklage, mit seitlicher Toreinfahrt an der Christianstraße | Liviastraße 9 (Karte)                                                    | um 1905 (Mietshaus) | repräsentative historistische Putz-Sandstein-Fassade, reich gegliedert mit überhöhtem Eckerker, Balkons und Giebeln, bleiverglaste Treppenhausfenster, Prägetapete im Treppenhaus, baugeschichtlich und städtebaulich von Bedeutung | 09291601 |
| Weitere Bilder                          | Handschwengelpumpe mit Brunnenschacht und Abdeckplatte | Lortzingstraße (Karte)                                                   | nach 1868, vor 1891 (Handschwengelpumpe) | vor Nummer 3, hinter dem Naturkundemuseum, Handschwengelpumpe Typ Delphin, ortsgeschichtlich von Bedeutung | 09290393 |
| Weitere Bilder                          | Ehemalige Schule, heute Museum | Lortzingstraße 3 (Karte)                                                 | 1837–1839 (Schule) | klassizistische Putzfassade, baugeschichtlich und ortsgeschichtlich von Bedeutung, städtebaulich exponierte Lage, als langjährige Heimstatt des Naturkundemuseums mit Erinnerungswert und Bedeutung für die Volksbildung Denkmaltext Das heutige Naturkundemuseum wurde 1839 als II. Bürger- und Elementarschule gebaut. Die Notwendigkeit eines solchen Schulneubaus hatte 1836 Julius Vogel, der Direktor der I. Bürgerschule auf der Moritzbastei, in einem Brief an den Rat ausführlich begründet. Baudirektor Albert Geutebrück wurde mit der Anfertigung von Plänen beauftragt. Als Bauplatz war ursprünglich der Platz zwischen der Neukirche (Matthäikirche) und Theaterplatz am Ranstädter Tor vorgesehen. Bei Beginn der Arbeiten stellte sich heraus, dass dieses Terrain aus aufgeschütteten Bauschuttmassen bestand, nach Geutebrücks Vermutung der Verfüllung eines älteren Stadtgrabens, der bei der Umgestaltung der Festungswerke im 16. Jahrhundert verlegt worden war.1837 erwarb die Stadt das Haus des Fleischermeisters Scholz auf dem Abladeplatz als neuen Bauplatz für den ca 60 Meter langen Schulbau. Mit ihm sollte zugleich eine Verschönerung dieses Platzes in Angriff genommen werden, auf dem sich neben zwei älteren Wohnhäusern der Trödelmarkt und die Stockfischbuden direkt am Pleißemühlgraben befanden. Nach Plänen Geutebrücks entstand bis 1839 der viergeschossige lang gestreckte Schulbau, der für 1300 Kinder gedacht war. Er enthielt 23 Klassenzimmer für je 60 Kinder, einen Saal im 4. Geschoss sowie Wohnungen für den Oberlehrer, den Unterlehrer und den Hausmeister. Die zwei Zugänge für Knaben bzw. Mädchen befanden sich an der Lortzingstraße, ein Hauptzugang nach dem Platz, der zur Straße hin eingezäunt war. Die Fassade, wie gefordert „in einfachem Style und ohne überflüssigen Aufwand, doch anständig“ ist klar aufgebaut, mit betont horizontaler Erstreckung durch Gurtgesimse und gleichmäßiger Fensterreihung. Sie wird durch ein flaches Walmdach abgeschlossen. Das Haus ist heute eines der letzten klassizistischen Großbauten in Leipzig. Nachdem sich 1930 eine Mädchenberufsschule in dem zeitweilig auch vom Messeamt benutzen Bau etabliert hatte, fand hier 1938 das naturkundliche Heimatmuseum seine Heimstatt, was Umbauten im Inneren und den Abriss der Turnhalle an der Lortzingstraße zur Folge hatte. Bis etwa 1930 stand neben der Schule noch das ehemalige Wohnhaus des Instrumentenbauers Tröndlin, Geburtshaus des späteren Oberbürgermeisters, später Hauptstelle der Deutschen Reichsbank. (Kopie: Situationsplan um 1839) LfD/1998/2002 | 09290392 |
| Weitere Bilder                          | Mietshaus in halboffener Bebauung | Lortzingstraße 6 (Karte)                                                 | 1878–1879, bezeichnet 1879 (Mietshaus) | historistische Putzfassade mit Balkons, geätzte Treppenhausfenster, Holztäfelung und Stuck im Eingangsbereich, Maske mit blauer Zipfelmütze über dem Eingang vom Vorgängerbau, einem Gasthof/Vorwerk des 18. Jahrhunderts, baugeschichtlich und ortsgeschichtlich von Bedeutung Denkmaltext Bauantrag April 1878 für Opern-Direktor Heinrich Behr, ausgeführte Pläne von Julius Hofmann, Architekt und Maurermeister. Nach Abbruch eines kleinen barocken Wohnhauses entstand das fünfgeschossige, 12-achsige Mietshaus, dessen Fassadenknick in der Mitte den Punkt bezeichnet, von dem aus die neue Fluchtlinie der verbreiterten Straße parallel zu den gegenüberliegenden Gebäuden verläuft. Die beiden Achsen in der Fassadenmitte, durch Putznutung und einen kleinen Giebel hervorgehoben, geben ähnlich wie die beiden Balkonachsen in den Flügeln der ansonsten stark horizontal betonten lang gestreckten Front die notwendigen vertikalen Akzente. Im Obergeschoss sind noch Spuren der einstigen Bemalung zwischen den Fenstern erhalten. Eine Maske mit blauer Zipfelmütze über dem Eingang sowie die Daten 1740–1879 erinnern an die „Blaue Mütze“, die sich allerdings am Ende der Gasse befand. LfD 1998/2002 | 09290395 |
|                                         | Mietshaus in geschlossener Bebauung | Lortzingstraße 8 (Karte)                                                 | 1872–1873 (Mietshaus) | mit Tordurchfahrt und Laden, historistische Putzfassade, geätzte Treppenhausfenster, Schablonenmalerei im Treppenhaus und Ladenfront um 1900, baugeschichtlich von Bedeutung | 09290397 |
|                                         | Mietshaus in geschlossener Bebauung | Lortzingstraße 10 (Karte)                                                | um 1878 (Mietshaus) | historistische Putzfassade, alte Farbfassungen im Treppenhaus, baugeschichtlich von Bedeutung | 09298831 |
|                                         | Mietshaus in geschlossener Bebauung | Lortzingstraße 11 (Karte)                                                | 1872 (Mietshaus) | historistische Putzfassade, geätzte Treppenhausfenster, baugeschichtlich von Bedeutung Denkmaltext Februar 1872: Antrag von Anton Schauer auf Abbruch eines alten Hauses und Neubau eines viergeschossigen Mietshauses nach Zeichnungen von Zimmermeister August Leonhardt. Das alte Gebäude lag dicht am Mühlgraben, es bildete den südlichen Abschluss vom Hof der Blauen Mütze. Das neue Haus wurde in die durch die Nummer 7/9 vorgegebene neue Bauflucht gesetzt. Die rundbogigen Fenster des Erdgeschosses setzen das mit dem Eckhaus zur Humboldtstraße vorgegebene Motiv fort, das auch in der vom gleichen Bauherren errichtete Nachbarhaus Nummer 13 erscheint. Darüber ist die Fassade durch rhythmisierte Fensteranordnung und stark vorspringende Bedachungen prononciert gegliedert. LfD 1998/2002 | 09290398 |
|                                         | Mietshaus in geschlossener Bebauung | Lortzingstraße 12 (Karte)                                                | 1872 (Mietshaus) | Ecksituation nahe der Straßenkreuzung Humboldtstraße, historistische Putzfassade mit Balkons, Schablonenmalerei im Treppenhaus, baugeschichtlich von Bedeutung Denkmaltext Juli 1872 Antrag von Julius Strassburger auf Abbruch eines fünfgeschossigen Wirtschaftsgebäudes sowie eines zweigeschossigen Wohnhauses im Hof der „Blauen Mütze“. Der Neubau entstand zusammen mit der Eckbebauung Humboldtstraße 4/6 (siehe dort) und weist die gleiche fein differenzierende Gestaltung auf. Die Eckverbindung zum Humboldtplatz ist mit Putznutung, feinem Stuck in den Sohlbänken und Scheinbalkonen besonders hervorgehoben. LfD 1998/2002 | 09290399 |
|                                         | Mietshaus in geschlossener Bebauung | Lortzingstraße 13 (Karte)                                                | 1871 (Mietshaus) | mit Hausdurchgang, historistische Putzfassade, Kastenerker, teilweise geätzte Treppenhausfenster, baugeschichtlich von Bedeutung Denkmaltext Im ehemaligen Garten der „Blauen Mütze“ befanden sich seit den 1840er Jahren ein zweigeschossiges Wohnhaus der Familie Benedix und ein lang gestrecktes Gebäude zum Wäschetrocknen. Der Neubesitzer Anton Schauer beantragte nach deren Abbruch im Juli 1871 den Bau eines viergeschossigen Mietshauses, dessen Rückfront auf der neu gebauten Ufermauer des Mühlgrabens basierte. Die Pläne schuf Zimmermeister August Leonhardt. In der anspruchsvollen Fassadengestaltung mit Rundbogenfenstern, reichem Stuckzierart und einem in der Straße unüblichen fein ausgebildeten Mittelerker lehnt es sich offensichtlich an den etwas früher entstandenen Nachbarbau Ecke Humboldtstraße von Arwed Rossbach an. Auch der Grundrisszuschnitt mit nur einer großbürgerlich Wohnung von 266 m² pro Etage, mit Hausmannswohnung und Wirtschaftsräumen im Souterrain, unterstreicht den Anspruch dieses Hauses, zu dessen Mietern um 1930 der Direktor des Weltwirtschafts-Instituts der Leipziger Handelshochschule zählte. LfD 1998/2002 | 09290400 |
|                                         | Mietshaus in geschlossener Bebauung | Lortzingstraße 14 (Karte)                                                | 1871 (Mietshaus) | historistische Putzfassade mit Balkons, Stuck im Eingangsbereich, baugeschichtlich von Bedeutung Denkmaltext 1871 zusammen mit Humboldtstraße 5 für Eduard Proft nach Plänen von Bruno Oelschlegel gebaut (siehe dort). Auf dem Gebiet des Neubaus befand sich bis dahin die Gartengaststätte „Zum Wiener Saal“ mit Kegelbahn und Tanzsaal. LfD 1998/2002 | 09290401 |
|                                         | Mietshaus in halboffener Bebauung | Lortzingstraße 15 (Karte)                                                | 1911 (Mietshaus) | einfach gegliederte Putzfassade, Reformstil-Architektur, bleiverglaste Treppenhausfenster mit Glasmalerei, Marmor im Eingangsbereich, baugeschichtlich von Bedeutung Denkmaltext Februar 1911 Bauantrag des Architekten Curt Zweck auf Errichtung eines Kopfhauses, das den Abschluss der geschlossenen Bauweise der Lortzingstraße bilden soll. Um den Lichteinfall für das Obergeschoss in der schmalen Straße zu gewährleisten, ist es um 2,10 Meter zurückgesetzt, davor eine Terrasse mit massiver Brüstung. Das hohe Treppenhaus soll die Brandmauer des Nachbarhauses verdecken – als Gegengewicht dazu ist der turmartige Aufbau über dem Norderker angelegt (ursprünglich mit geschweifter Kuppel). Der reduzierte Stil der Zeit wird durch wenige dekorative Details, so am Eingang, den Brüstungsaufsätzen und flachen Keramikreliefs zwischen den Fenstern des dritten. Geschosses und nicht zuletzt den großen, mehrfach gesprossten Fenstern modifiziert. LfD 1998/2002 | 09290402 |
| Weitere Bilder                          | Mietvilla mit Villengarten, Einfriedung, Hofpflasterung und Skulpturensockel im Garten | Lortzingstraße 16 (Karte)                                                | 1870–1871 (Mietvilla) | repräsentativer historistische Putzbau mit Terrasse, Eckbetonung mit Standerker, Stuck und Marmor im Eingangsbereich, baugeschichtlich von Bedeutung Denkmaltext November 1870 Antrag von Buchdruckereibesitzer Rossbach-Teubner auf Bau einer Villa mit anschließendem Stall- und Remisengebäude. Pläne von Maurermeister Siegel und Ullrich. Die große Villa nimmt das ausgedehnte Eckgrundstück zur Emil-Fuchs-Straße ein. Die beiden Flügel des Hauptgebäudes werden durch einen abgeschrägten Ecktrakt mit zweigeschossigem Erker verbunden, darüber erhebt sich ein Turmaufbau (ursprünglich mit Firstkamm). Hier, an der zum Rosental gewandten Schauseite, kulminiert der Bauschmuck: zeittypische Formen wie kannelierte Pilaster, korinthische Kapitelle, Friesplatten, Eckakroterien, die hier jedoch besonders üppig verwendet werden. Auch die Fassade zur Lortzingstraße ist repräsentativ ausgestattet, die Schmuckformen jedoch in strengere, der italienischen Renaissance entlehnte architektonische Formen gefasst. Verbunden durch eine prächtige Toreinfahrt schließt sich hier das ehemalige Stall- und Remisengebäude an, ein ursprünglich nur zweigeschossiger Bau, dessen Horizontalerstreckung noch mit der durchlaufenden Putznutung betont wird. Er enthielt den gewölbten Pferdestall, daran anstoßend zwei Kutscherzimmer, eine Remise für vier Wagen und in der oberen Etage drei Kammern und Lagerräume. Durch die 1923 erfolgte Erhöhung des Nebengebäudes und den Umbau zu Wohnungen ist sein gestalterischer Zusammenhang mit dem Hauptgebäude verloren gegangen. Die Zugänge zum Haupt- und Nebengebäude liegen an der Hofseite, wobei die Villa einen Haupt- und einen Wirtschaftseingang besitzt. Das Haupttreppenhaus führte zum sechseckigen, geschossübergreifenden, durch Oberlicht erhellten Vestibül, von dem aus der große Ecksalon, ein weiterer Saal und die Repräsentationsräume zur Straße ausgingen. Im Souterrain befand sich neben den Vorratsräumen auch die zentrale Heizanlage. 1901 wurde die Villa durch Max Bösenberg für zwei Familien, die des Generalkonsuls Bruno Giesecke und des Verlagsbuchhändlers Alfred Giesecke, umgebaut, 1942 folgten weitere Wohnungsteilungen. LfD 1998/2002 | 09290403 |
|                                         | Mietvilla mit Garten | Lortzingstraße 17 (Karte)                                                | 1843, später überformt (Villa) | Kernbau klassizistische Putzfassade, Marmorverkleidung im Eingangsbereich, baugeschichtlich von Bedeutung Denkmaltext Der älteste erhaltene Bau in diesem Gebiet wurde 1843 als Wohnhaus für Eduard Benedix, den Besitzer der „Blauen Mütze“ sowie der meisten Grundstücke im Bereich der „alten Burg“, gebaut. Ursprünglich in freiem Gartengelände gelegen, wandte es seine Westseite mit überdachter Terrasse dem Pleißemühlgraben zu. Die Ostseite mit einem Thermenfenster im flachen Satteldach ist nach der erst später angelegten Straße gewandt, liegt aber noch heute weit zurückgesetzt in einer Hofsituation. Der kleine Bau auf fast quadratischem Grundriss hat durch die Entfernung fast aller Gliederungselemente, der Putznutung im Erdgeschoss, der Fensterbekrönungen und profilierten Gesimse seinen ursprünglichen klassizistischen Charakter verloren. Der Anbau eines Seitenflügels durch den Benedix-Erben Dr. med. Winkler 1879, sowie eine Veranda an der Südseite 1909 brachten erste Veränderungen. Das große freie Gelände rund um die Villa reizte zu ambitionierten Bauplänen, die sämtlich wegen ihrer zu großen Dimensionen nicht genehmigt wurden: 1902 gab es Planungen zum Bau eines Logengebäudes für die Freimaurerloge „Minerva zu den drei Palmen“, 1906 ein Projekt über drei Villen, ausgearbeitet vom Architekten Georg Wünschmann und 1907 scheiterten die Pläne der Israelitischen Religionsgemeinde für den Bau einer Synagoge mit 33 Meter hoher Kuppel am Widerspruch der prominenten benachbarten Villenbesitzer. (Kopie: Bauzeichnung v. 1843) LfD 1998/2002 | 09290405 |
| Weitere Bilder                          | Villa mit Garten | Lortzingstraße 19 (Karte)                                                | 1869 (Villa) | repräsentative historistische Putzfassade, durch Turm betont, Marmor im Eingangsbereich, baugeschichtlich von Bedeutung Denkmaltext Nachdem das große Eckgrundstück an der Zöllnerbrücke, die am Eingang der heutigen Emil-Fuchs-Straße die Mühlpleisse überquerte, zunächst von dem Musikverleger Carl Linnemann erworben worden war, stellte im November 1869 der Druckereibesitzer Albin Ackermann (1880 Ackermann-Teubner, Druckerei und Verlagsbuchhandlung) Antrag auf Bau einer Villa mit Stall- und Remisengebäude. Das Schema der Eckvilla ist ähnlich wie bei der ein Jahr später beantragten gegenüberliegenden Nummer 16, die vom gleichen Maurermeister Ullrich & Siegel entworfen wurde. Das Hauptgebäude mit der übereck gestellten Front und dem Turm zum Rosental hat jedoch nach Kriegszerstörungen fast vollständig seinen reichen Baudekor, hier vor allem im Drempel und dem Gebälk konzentriert, verloren. Nur das Portal, das hier wie in Nummer 16 die Villa mit Pferdestall, Remise und Kutscherwohnung verbindet, ist weitgehend erhalten geblieben. Auch dieses Nebengebäude wurde 1909 nach dem Verkauf der Villa durch Überbauung verändert. Der Niedergang des vornehmen Villengrundstücks- im Innern mit einem halbrunden Vestibül und ovaler Diele- begann in den 1920er Jahren nach der Vermietung an verschiedene Gewerbetreibende (Herrenwäschefabrik, Holzgroßhandlung, Felllager usw.) In den 1950er Jahren befanden sich hier die Proberäume für das Ballett des Städtischen Theaters. (Kopie: Bauzeichnung 1870) LfD 1998/2002 | 09290406 |
|                                         | Einzeldenkmal der Sachgesamtheit Rosental (Obj. 09304529): Louise-Otto-Peters-Denkmal | Louise-Otto-Peters-Platz (Karte)                                         | bezeichnet 1900 (Denkmal) | im Rosental an einem Kinderspielplatz, zur Erinnerung an die Frauenrechtlerin Louise Otto-Peters (1819–1895), ortshistorisch und personengeschichtlich von Bedeutung | 09293112 |
|                                         | Ehemalige Blockstelle | Marienweg 10 (Karte)                                                     | 1907 (Stellwerk) | am Marienweg und der Bahnlinie, Klinkerfassade, typische Eisenbahn-Architektur, baugeschichtlich von Bedeutung | 09293761 |
|                                         | Schule, mit Vorgarten und Pflaster vor dem Eingang, Einfriedungsmauer zum Schulhof sowie Toilettengebäude an der Friedrich-Ebert-Straße und Turnhalle an der Wettiner Straße | Max-Planck-Straße 1; 3 (Karte)                                           | 1888 (Schule) | historistische Putzfassade mit Sandsteingliederung, baugeschichtlich, städtebaulich und ortsgeschichtlich von Bedeutung | 09291622 |
|                                         | Mietshaus in halboffener Bebauung | Max-Planck-Straße 2 (Karte)                                              | 1880er Jahre (Mietshaus) | historistische Putzfassade, Terrazzo und Deckenstuck im Eingangsbereich, baugeschichtlich und städtebaulich von Bedeutung | 09291623 |
|                                         | Mietshaus in geschlossener Bebauung (bauliche Einheit mit Feuerbachstraße 23) | Max-Planck-Straße 4 (Karte)                                              | um 1875 (Mietshaus) | historistische Putzfassade, im Eingangsbereich reicher Stuck, Windfangtür und Fußbodenmosaik, geätzte Treppenhausfenster, baugeschichtlich und städtebaulich von Bedeutung | 09299103 |
|                                         | Mietshaus in geschlossener Bebauung | Max-Planck-Straße 5 (Karte)                                              | um 1895 (Mietshaus) | historistische Putzfassade, baugeschichtlich und städtebaulich von Bedeutung | 09299409 |
|                                         | Mietshaus in geschlossener Bebauung | Max-Planck-Straße 6 (Karte)                                              | um 1890 (Mietshaus) | historistische Klinkerfassade, geätzte Treppenhausfenster, baugeschichtlich und städtebaulich von Bedeutung | 09291624 |
|                                         | Mietshaus in geschlossener Bebauung | Max-Planck-Straße 7 (Karte)                                              | 1890er Jahre (Mietshaus) | mit Hausdurchfahrt, historistische Klinkerfassade, bleiverglaste Treppenhausfenster mit Glasmalerei, baugeschichtlich und städtebaulich von Bedeutung | 09291625 |
|                                         | Mietshaus in geschlossener Bebauung | Max-Planck-Straße 8 (Karte)                                              | um 1890 (Mietshaus) | historistische Putzfassade, Deckenstuck im Eingangsbereich, baugeschichtlich und städtebaulich von Bedeutung | 09291626 |
|                                         | Mietshaus in geschlossener Bebauung | Max-Planck-Straße 9 (Karte)                                              | 1890er Jahre (Mietshaus) | historistische Klinkerfassade, teilweise geätzte Treppenhausfenster, baugeschichtlich und städtebaulich von Bedeutung | 09291627 |
|                                         | Mietshaus in geschlossener Bebauung | Max-Planck-Straße 10 (Karte)                                             | 1890er Jahre (Mietshaus) | mit Hausdurchgang, mit Laden, reich dekorierte historistische Klinkerfassade, geätzte Treppenhausfenster, Schablonenmalerei im Treppenhaus, baugeschichtlich und städtebaulich von Bedeutung | 09291628 |
|                                         | Mietshaus in geschlossener Bebauung | Max-Planck-Straße 12 (Karte)                                             | um 1900 (Mietshaus) | historistische Klinkerfassade, bleiverglaste Treppenhausfenster und Glasmalerei, baugeschichtlich und städtebaulich von Bedeutung | 09291629 |
|                                         | Mietshaus in geschlossener Bebauung | Max-Planck-Straße 14 (Karte)                                             | um 1900 (Mietshaus) | historistische Klinkerfassade, Holztäfelung und Stuck im Eingangsbereich, Bleiverglasung in den Treppenhausfenstern und in der Windfangtür, baugeschichtlich und städtebaulich von Bedeutung | 09291630 |
|                                         | Mietshaus in geschlossener Bebauung (bauliche Einheit mit Nr. 18) | Max-Planck-Straße 16 (Karte)                                             | um 1895 (Mietshaus) | historistische Klinkerfassade, baugeschichtlich und städtebaulich von Bedeutung | 09291631 |
|                                         | Mietshaus in geschlossener Bebauung (bauliche Einheit mit Nr. 16) | Max-Planck-Straße 18 (Karte)                                             | um 1895 (Mietshaus) | historistische Klinkerfassade, Stuck und Windfangtür im Eingangsbereich, baugeschichtlich und städtebaulich von Bedeutung | 09291632 |
|                                         | Volkswohnungen Am Mückenschlößchen: Vier Mehrfamilienhäuser und Grünflächen in einer Wohnanlage | Max-Planck-Straße 28; 30; 32; 34; 36; 38; 40; 42; 44; 46; 48; 50 (Karte) | 1939–1940 (Wohnblöcke) | traditionalistische Putzbauten teilweise mit kleinen Keramikreliefs, siehe auch Goyastraße 1–11 und Waldstraße 71–85, baugeschichtlich und städtebaulich von Bedeutung | 09286954 |
| Direkt Bild zu diesem Denkmal hochladen | Gedenkstein für die Gefallenen der Völkerschlacht bei Leipzig 1813 | Pfaffendorfer Straße (Karte)                                             | 1948 (Gedenkstein) | ursprünglich auf dem Gelände des Zoologischen Gartens, im Oktober 2004 außerhalb des Zoos aufgestellt an der Pfaffendorfer Straße in Ecklage Kickerlingsberg, ortsgeschichtlich von Bedeutung | 09298029 |
|                                         | Mietshaus in halboffener Bebauung und in Ecklage | Pfaffendorfer Straße 1 (Karte)                                           | 1867 (Mietshaus) | mit Restaurant, historistische Putzfassade noch von klassizistischer Wirkung, Eckerker, geätzte Treppenhausfenster, baugeschichtlich und städtebaulich von Bedeutung Denkmaltext Antrag August 1867 von Maurermeister Daniel Gottlob Vogel für Möbelhändler Friedrich Wilhelm Ratzsch. Das Eckhaus zur Lortzingstraße war das erste neu errichtete Mietshaus auf dem Areal der „alten Burg“. Mit seinem fünfgeschossigen Eckbau prägt es den Straßenauftakt. Der zeittypisch zurückhaltende Fassadendekor wurde nach dem Krieg entfernt: Die über drei Geschosse reichenden Putzfugen des Eckrisalits, die Fensterbekrönungen und -konsolen der beiden Hauptetagen, die kannelierten Pilaster des Erkers und die schmückende Akroterie über dem kleinen Eckgiebel verliehen dem großen Eckbau die notwendige Binnengliederung. Im Erdgeschoss von Beginn an Ladengeschäfte, im Ecktrakt ursprünglich die Restauration „Zur alten Burg“. Diese historische Reminiszenz wurde 1967 durch die Benennung „Gastmahl des Meeres“ (einzige Fischgaststätte der Stadt) ersetzt. LfD 1998/2002 | 09290489 |
|                                         | Mietshaus in geschlossener Bebauung | Pfaffendorfer Straße 3 (Karte)                                           | vor 1877 (Mietshaus) | mit Läden, historistische Putzfassade, Kastenerker, baugeschichtlich von Bedeutung Denkmaltext Das vor 1877 erbaute Mietshaus, bereits von Anfang an mit Laden im Erdgeschoss. Die schlichte Fassade durch Entfernung der Putznutung im Erdgeschoss, der Fenstergewände und Verdachungen sowie der Stockwerksgesimse entstellt. Nur der Erker mit ursprünglicher Gliederung erhalten. LfD 1998/2002 | 09290482 |
|                                         | Mietshaus in geschlossener Bebauung und in Ecklage | Pfaffendorfer Straße 13 (Karte)                                          | 1871 (Mietshaus) | mit Läden, repräsentative historistische Putzfassade, Eckerker, Stuck im Eingangsbereich, baugeschichtlich und städtebaulich von Bedeutung Denkmaltext 1871 nach Plänen von Maurermeister Friedrich Ullrich für Kaufmann I. Magnus Bon. Prachtvoller fünfgeschossiger Eckbau zur Humboldtstraße, mit allen Gliederungselementen original erhalten, damit die architektonische und städtebauliche Struktur eines frühgründerzeitlichen Mietshauses gut nachvollziehbar: Horizontale Fassadengliederung durch zwei Gurtgesimse, die drei Mittelgeschosse zusammenfassen, kräftiges Schlussgesims, flach geneigtes Dach. Erdgeschoss mit Bogenfenstern und Putznutung, die beiden Hauptetagen mit gerader Verdachung, 3. und 4. Obergeschoss in abnehmender Höhe und Wertigkeit. Dreiachsiger flacher Eckrisalit mit gequaderten Kanten, die „verbrochene Ecke“ durch prächtig ausgestatteten zweigeschossigen Erker betont. Weitere dekorative Akzente: die Eingangsachse mit schmiedeeisernen Gittern vor den Austritten und die beiden durch Putzquaderung angedeuteten Risalite an den beiden äußeren Gebäudeachsen. LfD 1998, 2002 | 09290475 |
|                                         | Mietshaus in geschlossener Bebauung | Pfaffendorfer Straße 15 (Karte)                                          | 1873 (Mietshaus) | mit Hausdurchgang und Ladeneinbauten, historistische Putzfassade, baugeschichtlich von Bedeutung | 09294172 |
|                                         | Mietshaus in geschlossener Bebauung | Pfaffendorfer Straße 17 (Karte)                                          | 1873 (Mietshaus) | mit Hausdurchgang, historistische Putzfassade, baugeschichtlich von Bedeutung | 09294173 |
| Weitere Bilder                          | Mietshaus in geschlossener Bebauung | Pfaffendorfer Straße 19 (Karte)                                          | 1873 (Mietshaus) | mit Hausdurchgang und Laden, historistische Putzfassade mit Sandsteingliederung, baugeschichtlich von Bedeutung Denkmaltext „Der Bau ist vollendet“ steht unter dem Protokoll der Schlussprüfung des 1873 im Selbstauftrag durch die Maurermeister Otto Leonhardt und Wilhelm Günther errichteten Hauses. 1879 ist ein Eigentümer mit Namen Johann Gottlob Lange erwähnt, 1904 lässt Hermann Böhme einen Ladenumbau vornehmen. Im Jahr 1938 Übergang von Helmuth Dorn an Elsa Beerbaum geb. Dorn und 1942 Erwerb durch Fritz Curt Beerbaum in Naunhof. Der nur fünfachsige, dennoch aber fünfgeschossige Mietshausbau besitzt eine Putzfassade und zeigt spätklassizistische Gliederungs- und Schmuckelemente aus Sandstein und Stuck. Durch den Umbau des Erdgeschosses zu einer HO-Verkaufsstelle 1965 Beeinträchtigung der pittoresken Gesamtwirkung. Die Bilanzen waren im Maßnahmeplan der 800-Jahrfeier der Stadt Leipzig enthalten, Projektant war Architekt Rudolf Hager. Innen fast komplett erhaltene originale Ausstattung von 1873, einschließlich der Fenster. Jeweils eine Wohnung je Etage, im Parterre hofseitig eine vorgelagerte Terrasse mit Treppe in den Garten sowie Treppe im Korridor zur Küche und zur Mädchenkammer, die im Kellergeschoss untergebracht wurden. Bauhistorischer Wert. LfD/2009 | 09294174 |
|                                         | Mietshaus in geschlossener Bebauung | Pfaffendorfer Straße 21 (Karte)                                          | 1873 (Mietshaus) | mit Hausdurchgang, historistische Putzfassade, baugeschichtlich von Bedeutung Denkmaltext Der erste Bauantrag datiert vom 13. Januar 1873 und trägt die Unterschriften von Wilhelm Günther und Maurermeister Otto Leonhardt. Genehmigt wurde jedoch ein wenig später überarbeiteter Fassadenentwurf, die Fertigstellung erfolgte bis September des gleichen Jahres. Beide Entwürfe zeigen sehr strenge, von klassizistischer Formensprache geprägte Fassaden. Auf der jüngeren Zeichnung fällt eine Reduzierung des pittoresken Fassadenschmucks auf, der Verzicht auf einen Seitenrisalit (über dem Durchgang) und die Ausführung des Mansardgeschosses nun als Vollgeschoß. Geblieben sind die rundbogigen Fenster im 3. Obergeschoß, der reizvolle Fassadenaufbau insgesamt, die feingliedrigen Putzstrukturen und der in der linken Achse angeordnete Eingang. Trotz der heute geglätteten Fassade ist das Haus aufgrund seiner erhaltenen Ausstattung und seines geschichtlichen Wertes als eines der wenigen erhaltenen frühen baulichen Zeugnisse in der Nordvorstadt erhaltenswert. LfD/2006 | 09294175 |
|                                         | Mietshaus in geschlossener Bebauung und in Ecklage, mit Vorgarten an der Emil-Fuchs-Straße | Pfaffendorfer Straße 23 (Karte)                                          | 1873 (Mietshaus) | historistische Putzfassade, Eckbetonung, Stuck im Eingangsbereich, baugeschichtlich von Bedeutung | 09290479 |
|                                         | Mietvilla, mit Vorgarten | Pfaffendorfer Straße 25 (Karte)                                          | um 1880 (Mietvilla) | historistische Putzfassade mit Sandsteingliederung, Stuck im Treppenhaus, baugeschichtlich von Bedeutung | 09290480 |
| Direkt Bild zu diesem Denkmal hochladen | Sachgesamtheit Zoologischer Garten Leipzig, mit folgenden Einzeldenkmalen: Plastiken, Gedenkstein, Gedenktafel sowie Tierhäuser und -freianlagen (Aquarium/Terrarium, Großes Hirschhaus, Kleines Hirschhaus, Affenhaus, Neues Raubtierhaus, Affeninsel, Bärenburg, Dickhäuterhaus – Anschrift: Kickerlingsberg 3, Raubvogelkäfige, Entenweiher und Transformatorenstation mit Taubenhaus, Vogelhalle), sogenanntes Schweizerhaus, Ufermauer und Wehr des Ententeiches sowie Café-Pavillon am Ententeich, ferner Verwaltungsgebäude (Anschrift: Pfaffendorfer Straße 29) und zentraler Eingangsbau mit Löwentor an der Pfaffendorfer Straße (siehe auch Obj. 09299310) weiterhin mit den Sachgesamtheitsteilen: weitere Gebäude (darunter Pfaffendorfer Straße 27), Einfriedung am Kickerlingsberg und drei Brücken über die Parthe sowie gärtnerisch gestaltete Anlage mit Parkcharakter | Pfaffendorfer Straße 27; 29 (Karte)                                      | 1878–1969 (Tierpark/Zoologischer Garten), 1927–1928 (Brücke über die Parthe am Neuen Raubtierhaus)                                             | historische Zoobauten im Jugend- und Reformstil der Zeit nach 1900 bzw. markante Klinkerbauten im Stil der Moderne der 1920er/1930er und 1960er Jahre, Anlage mit zentraler Achse, Alleen, altem Baumbestand und historischem Wegenetz, baugeschichtlich und ortsgeschichtlich von Bedeutung | 09304553 |
| Weitere Bilder                          | Einzeldenkmal der Sachgesamtheit Zoologischer Garten Leipzig (Obj. 09304553): Plastiken, Gedenkstein, Gedenktafel sowie Tierhäuser und -freianlagen (Aquarium/Terrarium, Großes Hirschhaus, Kleines Hirschhaus, Affenhaus, Neues Raubtierhaus, Affeninsel, Bärenburg, Dickhäuterhaus – Anschrift: Kickerlingsberg 3, Raubvogelkäfige, Entenweiher, Transformatorenhaus mit Taubenhaus, Vogelhalle), sogenanntes Schweizerhaus, Ufermauer und Wehr des Ententeiches sowie Café-Pavillon am Ententeich, ferner Verwaltungsgebäude (Anschrift: Pfaffendorfer Straße 29) und zentraler Eingangsbau mit Löwentor an der Pfaffendorfer Straße | Pfaffendorfer Straße 29 (Karte)                                          | 1899–1900 (Eingangsgebäude und Eingang Zoo), um 1900 (Affenhaus), 1902 (Neues Raubtierhaus), bezeichnet 1910 (Aquarium), 1912–1913 (Terrarium) | historische Zoobauten im Jugend- und Reformstil der Zeit nach 1900 bzw. markante Klinkerbauten im Stil der Moderne der 1920er/1930er und 1960er Jahre, baugeschichtlich und ortsgeschichtlich von Bedeutung | 09299310 |
|                                         | Gesellschaftshaus mit Saalanbau zum Zoologischen Garten sowie mit Vorfahrt und Terrasse zur Straße | Pfaffendorfer Straße 31 (Karte)                                          | 1899–1900 (Kongresshalle) | unmittelbar am Leipziger Zoologischen Garten gelegen, repräsentatives Bauwerk mit markantem Turm, Putzfassade mit Porphyrgliederung, im Innern bemerkenswerter Weißer Saal, stilistisch zwischen Späthistorismus und Jugendstil, Architekt: Heinrich Rust, baugeschichtlich und ortsgeschichtlich von Bedeutung | 09293972 |
|                                         | Mietshaus in geschlossener Bebauung und Hinterhaus | Ranstädter Steinweg 4 (Karte)                                            | 1880–1881 (Wohn- und Geschäftshaus), 1880–1881 (Hinterhaus)                                                                                    | mit Läden und Tordurchfahrt, Putzfassade, Reformstil-Architektur, bleiverglaste Treppenhausfenster, baugeschichtlich und städtebaulich von Bedeutung Denkmaltext Nach Aufstellung eines Parzellierungsplanes im Jahr 1880 erfolgte der Verkauf des Grundstücks aus städtischer Hand an Herrn Friedrich Eduard Gruhle. Der Bauantrag umfasste ein Vorder-, ein Hinter- und ein seitlich im Hof er errichtendes Stallgebäude mit Waschhaus. Nach behördlicher Genehmigung am 1. Juli 1880 wurde das Vorhaben innerhalb eines Jahres umgesetzt. Im Februar 1881 war eine neue Fassadenzeichnung „geprüft und zulässig befunden“. Mehrfach wechselten die Besitzverhältnisse und immer wieder kamen Um- und Ausbauwünsche zur Umsetzung. 1908 ist ein Café Mailand im Erdgeschoss des Vorderhauses genannt, dessen Räume im genannten Jahr eine Umgestaltung zu einem Eisenwarengeschäft erfahren sollten. 1912 ist ein Raum für Filmvorführungen erwähnt, 1913–1915 der Umbau für Fabrikation und Lager der Kronleuchterfabrik E. F. Barthel Nachf. Leipzig. Inhaber des Geschäftes war Hoflieferant A. W. Diesel. 1937 übernahm die Unternehmung Haus W. E. Z. Cigarrrenfabrik Camenzind & Co. das Grundstück. In 1948 war ungenehmigt die Parterrefront neu verputzt worden und das Ansinnen geäußert, auch andere Bombensplitterschäden am Gebäude auszubessern. Zwischen 1995 und 1998 erfolgen Umbau und Modernisierung des Wohn- und Geschäftshausgrundstücks, wobei einige Nachbesserungen bei den Planvorlagen im Sinne des Denkmalschutzes vorgenommen wurden. Das niedrige Zwischengebäude wurde bis zur Unkenntlichkeit seiner historischen Bausubstanz beraubt und auch das Hintergebäude umfassend verändert, die hier innenliegende Treppe beseitigt. In seiner Struktur erhalten ist das Vorderhaus, das einen markanten Akzent am Beginn des Ranstädter Steinweges Richtung Westen setzt. Die verputzte (und veränderte) Reformstilfassade ist durch ihren großen abschließenden Rundbogengiebel wirkungsvoll in Szene gesetzt. Das Vorderhaus besitzt eine straßenraumprägende Funktion und als Wohn- und Gewerbegebäude einen baugeschichtlichen Wert. LfD/2019 | 09291691 |
|                                         | Mehrfamilienhaus (Nr. 6) einer Wohnanlage und Hinterhaus (Nr. 6a) | Ranstädter Steinweg 6; 6a (Karte)                                        | 1953 (Mietshaus), 1880–1881, bezeichnet 1881 (Hinterhaus)                                                                                      | ehemals mit Gaststätte, Vorderhaus Putzfassade mit Erker, im Stil der Nationalen Bautradition der 1950er Jahre, älteres Hinterhaus ein Gründerzeitgebäude, baugeschichtlich und städtebaulich von Bedeutung | 09291692 |
|                                         | Mehrfamilienhaus (Nr. 8) einer Wohnanlage und ehemalige Großgarage (Nr. 10/10a) im Hof (heute Wohnhaus) sowie Gedenktafel am Vordergebäude | Ranstädter Steinweg 8; 10; 10a (Karte)                                   | 1953 (Mietshaus), 1926–1928 (Großgarage) | Mietshaus mit Läden, schlichte Putzfassade mit Erker, im Stil der Nationalen Bautradition der 1950er Jahre, Tordurchfahrt mit originalem Eisengitter des Geschäftshauses „Goldene Laute“ (Vorgängerbau), Gedenktafel für den Komponisten Heinrich Marschner (1795–1861), der hier 1827–1828 in einem Vorgängerbau lebte, baugeschichtlich, ortsgeschichtlich und städtebaulich von Bedeutung | 09291693 |
|                                         | Mehrfamilienhäuser einer Wohnanlage | Ranstädter Steinweg 12; 14; 16 (Karte)                                   | 1951–1952 (Mietshaus) | mit Läden, schlichte Putzfassade, Erker mit Reliefs, im Stil der Nationalen Bautradition der 1950er Jahre, baugeschichtlich und städtebaulich von Bedeutung | 09291696 |
|                                         | Geschäftshaus in geschlossener Bebauung | Ranstädter Steinweg 18 (Karte)                                           | 1915–1916 (Geschäftshaus) | Natursteinfassade mit kolossalen Dreiviertel-Säulen, im Reformstil der Zeit um 1910, Architekt: Heinrich Rust, baugeschichtlich und städtebaulich von Bedeutung | 09264429 |
| Direkt Bild zu diesem Denkmal hochladen | Mehrfamilienhäuser einer Wohnanlage | Ranstädter Steinweg 20; 22 (Karte)                                       | 1951–1952 (Mietshaus) | mit Tordurchfahrt zur Färberstraße und mit Läden, schlichte Putzfassade mit Erker, im Stil der Nationalen Bautradition der 1950er Jahre, baugeschichtlich und städtebaulich von Bedeutung | 08967685 |
|                                         | Mietshaus in offener Bebauung | Ranstädter Steinweg 24 (Karte)                                           | 1858 (Mietshaus) | straßenbildprägendes Gebäude, klassizistische Putzfassade, baugeschichtlich und städtebaulich von Bedeutung | 09291699 |
|                                         | Wohnhaus in offener Bebauung mit Garten | Ranstädter Steinweg 26 (Karte)                                           | um 1867 (Mietshaus) | klassizistische Putzfassade, kleine Freitreppe, baugeschichtlich von Bedeutung | 09291700 |
|                                         | Ehemaliges Fabrikgebäude | Ranstädter Steinweg 28 (Karte)                                           | um 1900 (Fabrik) | gut gegliederte Putzfassade mit repräsentativer Tordurchfahrt, ortsgeschichtlich und baugeschichtlich von Bedeutung | 09292167 |
| Weitere Bilder                          | Mietshaus in ehemals geschlossener Bebauung | Ranstädter Steinweg 30 (Karte)                                           | 1863 (Mietshaus) | klassizistische Putzfassade mit Sandsteingliederung, baugeschichtlich von Bedeutung | 09291702 |
|                                         | Toranlage (Fahnenmast und Einfriedung) mit kleinem dreieckigem Grünbereich | Rosentalgasse (Karte)                                                    | 1850–1855 (Tor), 1892 (Fahnenmast) | seitliche Torbauten nicht erhalten, ortsgeschichtlich von Bedeutung Denkmaltext Ein Fahnenmast mit umgebenden Eisenzaun bildete seit Mitte des 19. Jahrhunderts das Zentrum der aus zwei Torhäusern bestehenden Anlage des Rosentaltores, das erhaltene Torhaus an der Ostseite wurde 1989 abgebrochen. Der jetzige, 12 Meter hohe Mast auf ornamentiertem Sandsteinsockel wurde 1892 nach einem Entwurf des Architekten Schmidt aufgestellt.1999 Restaurierung. LfD 1998/2002 | 09290080 |
| Weitere Bilder                          | Villa (mit zwei Hausnummern) mit Einfriedung und Vorgarten | Rosentalgasse 1; 3 (Karte)                                               | 1870 (Villa) | reich dekorierte und repräsentative Putzfassade, im Stil des Historismus (Neorenaissance), baugeschichtlich von Bedeutung | 09290473 |
|                                         | Wohnhaus in offener Bebauung | Rosentalgasse 6 (Karte)                                                  | 1842 (Wohnhaus) | palastartiger Bau mit reich dekorierter Putzfassade, Seitenrisalite mit Kolossalpilastern, aufwendige Eingangsgestaltung, stilistisch zwischen Spätklassizismus und Neorenaissance, orientiert an italienischen Vorbildern, jüngere Jugendstil-Schablonenmalerei im Treppenhaus, baugeschichtlich und ortsgeschichtlich von Bedeutung | 09290546 |
|                                         | Mietshaus in geschlossener Bebauung | Rosentalgasse 7 (Karte)                                                  | 1858–1859, bezeichnet 1859 (Mietshaus) | mit Laden, einfache Putzfassade im neogotischen Stil, prächtiges Eingangs-Portal, Laden mit Ausstattung original, baugeschichtlich von Bedeutung | 09290547 |
|                                         | Mietshaus (mit drei Hausnummern) in offener Bebauung, mit Seitenflügel zum Hof | Rosentalgasse 8; 10; 10a (Karte)                                         | 1893 (Mietshaus) | seit 1905 Gasthaus mit Saalanbau sowie Gesellschaftshaus und Bundesheim, 1932 Umbau zum Hotel, 1937 Umbau zu Wohnzwecken, historistische Putzfassade, baugeschichtlich und ortsgeschichtlich von Bedeutung | 09290542 |
| Weitere Bilder                          | Mietshaus in geschlossener Bebauung | Rosentalgasse 9 (Karte)                                                  | 1854 (Mietshaus) | einfache Putzfassade mit Stufengiebel, im Stil der Neogotik, baugeschichtlich und ortsgeschichtlich von Bedeutung | 09290548 |
|                                         | Mietshaus in geschlossener Bebauung mit Hofgebäude | Rosentalgasse 11 (Karte)                                                 | 1854 (Mietshaus), 1878, später überformt (Hofgebäude)                                                                                          | spätklassizistische Putzfassade, baugeschichtlich von Bedeutung | 09290543 |
|                                         | Mietshaus in halboffener Bebauung, mit Einfriedung und Vorgarten | Rosentalgasse 12 (Karte)                                                 | 1877, im Kern älter (Mietshaus) | vereinfachte historistische Putzfassade, Wohnort der Kinderjahre von Max Beckmann, baugeschichtlich von Bedeutung | 09290544 |
| Weitere Bilder                          | Mietshaus in halboffener Bebauung und in Ecklage | Rosentalgasse 13 (Karte)                                                 | 1853–1854 (Mietshaus) | repräsentative Putzfassade, stilistisch zwischen Spätklassizismus und Historismus, Wohnhaus des Malers Prof. Gustav Jäger (1808–1871), ab 1847 Direktor des Königlichen Akademie der Künste zu Leipzig, baugeschichtlich und personengeschichtlich von Bedeutung | 09290545 |
|                                         | Einzeldenkmal der Sachgesamtheit Wohnanlage am Rosental (Obj. 09304537, Jacobstraße 12–22): vier Mehrfamilienhäuser (meist Doppelhäuser, Nr. 15, 17/19, 21/23 und 25/27) einer Wohnanlage | Rosentalgasse 15; 17; 19; 21; 23; 25; 27 (Karte)                         | 1937–1938 (Mehrfamilienwohnhaus) | Wohnanlage im traditionalistischen Stil der 1930er Jahre, zwischen Mietshausquartieren des Waldstraßenviertels und dem Leipziger Rosental, baugeschichtlich und städtebaulich von Bedeutung | 09299443 |
|                                         | Mietshaus in geschlossener Bebauung und in Ecklage | Tschaikowskistraße 1 (Karte)                                             | 1890er Jahre (Mietshaus) | mit Läden, historistische Putzfassade, Eckerker, baugeschichtlich und städtebaulich von Bedeutung | 09291199 |
|                                         | Mietshaus in geschlossener Bebauung und in Ecklage | Tschaikowskistraße 2 (Karte)                                             | 1890er Jahre (Mietshaus) | mit Läden, historistische Putzfassade, Eckerker, Stuck im Eingangsbereich, Reste bleiverglaster Treppenhausfenster, baugeschichtlich und städtebaulich von Bedeutung | 09291200 |
|                                         | Mietshaus in geschlossener Bebauung | Tschaikowskistraße 3 (Karte)                                             | 1890er Jahre (Mietshaus) | prächtige historistische Putzfassade, Windfangtür, baugeschichtlich und städtebaulich von Bedeutung | 09291201 |
|                                         | Mietshaus in geschlossener Bebauung | Tschaikowskistraße 4 (Karte)                                             | 1896 (Mietshaus) | mit Läden im Souterrain, historistische Klinkerfassade mit zwei Erkern, im Eingangsbereich Stuck, Säulen und Windfangtür, baugeschichtlich und städtebaulich von Bedeutung | 09291202 |
|                                         | Mietshaus in geschlossener Bebauung | Tschaikowskistraße 5 (Karte)                                             | um 1895 (Mietshaus) | historistische Putzfassade, reicher Stuck und Windfangtür im Eingangsbereich, baugeschichtlich und städtebaulich von Bedeutung | 09264592 |
|                                         | Mietshaus in geschlossener Bebauung | Tschaikowskistraße 6 (Karte)                                             | 1890er Jahre (Mietshaus) | mit Tordurchfahrt, historistische Klinkerfassade mit Erker, teilweise Bleiverglasung in der Tordurchfahrt, baugeschichtlich und städtebaulich von Bedeutung | 09291203 |
|                                         | Mietshaus in geschlossener Bebauung | Tschaikowskistraße 7 (Karte)                                             | um 1890 (Mietshaus) | ehemals mit Tordurchfahrt, historistische Klinkerfassade, ehemals Auto-Hochgarage im Hof, siehe auch Jahnallee 10/12, baugeschichtlich und städtebaulich von Bedeutung | 09291783 |
|                                         | Mietshaus in geschlossener Bebauung | Tschaikowskistraße 8 (Karte)                                             | 1890er Jahre (Mietshaus) | mit Tordurchfahrt, historistische Klinkerfassade mit Mittelerker, Reste von Bleiglasfenstern, baugeschichtlich und städtebaulich von Bedeutung | 09291204 |
|                                         | Mietshaus in geschlossener Bebauung | Tschaikowskistraße 9 (Karte)                                             | 1890er Jahre (Mietshaus) | historistische Klinkerfassade, Stuckreste und Fußbodenkacheln im Eingangsbereich, baugeschichtlich und städtebaulich von Bedeutung | 09291205 |
|                                         | Mietshaus in geschlossener Bebauung (bauliche Einheit mit Gustav-Adolf-Straße 27) | Tschaikowskistraße 10 (Karte)                                            | 1890er Jahre (Mietshaus) | mit Tordurchfahrt, repräsentative historistische Klinkerfassade, bleiverglaste Treppenhausfenster, Wandgliederung in der Tordurchfahrt, zeitweilig Wohnort des Komponisten Georg Trexler (1903–1979), baugeschichtlich und städtebaulich von Bedeutung | 09291206 |
|                                         | Mietshaus in geschlossener Bebauung und in Ecklage | Tschaikowskistraße 11 (Karte)                                            | 1890er Jahre (Mietshaus) | mit Laden, repräsentative historistische Putzfassade, Eckerker, Bleiglasfenster, Windfangtür, baugeschichtlich und städtebaulich von Bedeutung | 09291207 |
|                                         | Mietshaus in geschlossener Bebauung | Tschaikowskistraße 12 (Karte)                                            | 1890er Jahre (Mietshaus) | historistische Klinkerfassade mit zwei Erkern, geätzte Treppenhausfenster, baugeschichtlich und städtebaulich von Bedeutung | 09291208 |
|                                         | Mietshaus in geschlossener Bebauung und in Ecklage | Tschaikowskistraße 13 (Karte)                                            | um 1895 (Mietshaus) | ehemals mit Eckladen, historistische Putzfassade, Eckerker, geätzte Treppenhausfenster, Windfangtür, Geburtshaus des Biophysikers und Nobelpreisträgers Bernard Katz (1911–2003), baugeschichtlich, personengeschichtlich und städtebaulich von Bedeutung | 09291209 |
|                                         | Mietshaus in geschlossener Bebauung | Tschaikowskistraße 14 (Karte)                                            | um 1895 (Mietshaus) | mit Läden im Souterrain, repräsentative neobarocke Putzfassade, bleiverglaste Treppenhausfenster, baugeschichtlich und städtebaulich von Bedeutung | 09291210 |
|                                         | Mietshaus in geschlossener Bebauung (bauliche Einheit mit Nr. 17) | Tschaikowskistraße 15 (Karte)                                            | um 1895 (Mietshaus) | mit Tordurchfahrt, repräsentative historistische Putzfassade, Reste bleiverglaster Treppenhausfenster, Stuck in der Tordurchfahrt, baugeschichtlich und städtebaulich von Bedeutung | 09291211 |
|                                         | Mietshaus in geschlossener Bebauung und in Ecklage | Tschaikowskistraße 16 (Karte)                                            | um 1895 (Mietshaus) | mit Eckladen im Souterrain, repräsentative historistische Klinkerfassade mit zahlreichen Erkern, bleiverglaste Treppenhausfenster, baugeschichtlich und städtebaulich von Bedeutung | 09291212 |
|                                         | Mietshaus in geschlossener Bebauung (bauliche Einheit mit Nr. 15) | Tschaikowskistraße 17 (Karte)                                            | 1890 (Mietshaus) | mit Tordurchfahrt, repräsentative historistische Putzfassade, Stuck und Holzpaneele in der Tordurchfahrt, baugeschichtlich und städtebaulich von Bedeutung | 09291213 |
|                                         | Mietshaus in geschlossener Bebauung und in Ecklage | Tschaikowskistraße 18 (Karte)                                            | um 1895 (Mietshaus) | mit Läden im Souterrain, historistische Klinkerfassade, Eckbetonung, Reste geätzter Treppenhausfenster, baugeschichtlich und städtebaulich von Bedeutung | 09291214 |
|                                         | Mietshaus in geschlossener Bebauung und in Ecklage | Tschaikowskistraße 19 (Karte)                                            | um 1895 (Mietshaus) | repräsentative historistische Putzfassade mit Erkern, Eckbetonung, geätzte Treppenhausfenster, Stuck und Holzpaneele im Eingangsbereich, baugeschichtlich und städtebaulich von Bedeutung | 09291215 |
|                                         | Mietshaus in geschlossener Bebauung | Tschaikowskistraße 20 (Karte)                                            | um 1895 (Mietshaus) | mit Läden im Souterrain, historistische Klinkerfassade mit Balkons, geätzte Treppenhausfenster, baugeschichtlich und städtebaulich von Bedeutung | 09291216 |
|                                         | Mietshaus in geschlossener Bebauung und in Ecklage | Tschaikowskistraße 21 (Karte)                                            | bezeichnet 1895 (Mietshaus) | mit Eckladen im Souterrain und Hausdurchfahrt, historistische Putzfassade, Eckerker, bleiverglaste Treppenhausfenster, baugeschichtlich und städtebaulich von Bedeutung | 09291217 |
|                                         | Mietshaus in geschlossener Bebauung | Tschaikowskistraße 22 (Karte)                                            | 1890er Jahre (Mietshaus) | repräsentative historistische Klinkerfassade, mit zwei Erkern und Stufengiebeln, Reste bleiverglaster Treppenhausfenster, baugeschichtlich und städtebaulich von Bedeutung | 09291218 |
|                                         | Mietshaus in geschlossener Bebauung und Nebengebäude im Hof | Tschaikowskistraße 23 (Karte)                                            | 1898–1899 (Mietshaus), 1899–1900 (Nebengebäude)                                                                                                | zeitweise Wohnort von Ordinarius und Institutsdirektor der Universität Hans Mayer, mit Hausdurchfahrt, repräsentative historistische Klinkerfassade mit Sandsteinreliefs, zwei Erker, baugeschichtlich und städtebaulich von Bedeutung | 09291219 |
| Weitere Bilder                          | Mietshaus in geschlossener Bebauung und in Ecklage | Tschaikowskistraße 24 (Karte)                                            | 1890er Jahre (Mietshaus) | repräsentative historistische Klinkerfassade, überhöhter Eckerker, Reste bleiverglaster Treppenhausfenster, baugeschichtlich und städtebaulich von Bedeutung | 09291220 |
|                                         | Mietshaus in geschlossener Bebauung | Tschaikowskistraße 25 (Karte)                                            | 1890er Jahre (Mietshaus) | historistische Klinkerfassade mit Erker, bleiverglaste Treppenhausfenster, baugeschichtlich und städtebaulich von Bedeutung | 09291221 |
|                                         | Mietshaus in offener Bebauung und in Ecklage | Tschaikowskistraße 26 (Karte)                                            | 1903–1904 (Mietshaus) | Laden im Souterrain, repräsentative historisierende Sandsteinfassade, Eckbetonung und Erker, eisernes Geländer und Marmorstufen, baugeschichtlich und städtebaulich von Bedeutung | 09291222 |
|                                         | Mietshaus in geschlossener Bebauung und in Ecklage | Tschaikowskistraße 27 (Karte)                                            | um 1900 (Mietshaus) | repräsentative historistische Klinkerfassade, überhöhter Eckerker, im Eingangsbereich Stuck und Marmor, baugeschichtlich und städtebaulich von Bedeutung | 09291223 |
|                                         | Mietshaus in offener Bebauung | Tschaikowskistraße 28 (Karte)                                            | um 1900 (Mietshaus) | repräsentative historisierende Sandsteinfassade, Erker und Schweifgiebel, baugeschichtlich und städtebaulich von Bedeutung | 09291224 |
|                                         | Mietshaus in offener Bebauung und in Ecklage, mit Einfriedung zur Fregestraße und Pforte zur Tschaikowskistraße | Tschaikowskistraße 29 (Karte)                                            | 1904–1905 (Mietshaus) | mit Laden im Souterrain, repräsentative historisierende Putzfassade, überhöhter Eckerker, bleiverglaste Treppenhausfenster, Stuck in den Innenräumen, baugeschichtlich und städtebaulich von Bedeutung | 09291225 |
|                                         | Doppelmietshaus (mit Liviastraße 2) in offener Bebauung und in Ecklage | Tschaikowskistraße 30 (Karte)                                            | um 1895 (Doppelmietshaus) | straßenraumprägende historistische Klinkerfassade, Eckerker, bleiverglaste Treppenhausfenster, baugeschichtlich und städtebaulich von Bedeutung | 09291226 |
| Weitere Bilder                          | Mietshaus in offener Bebauung, mit Remise im Hof | Tschaikowskistraße 31 (Karte)                                            | 1900–1901 (Mietshaus) | repräsentative monumentale Sandstein-Putz-Fassade, bleiverglaste Treppenhausfenster, bedeutendes Jugendstil-Gebäude, Architekt: Paul Möbius, baugeschichtlich, künstlerisch und städtebaulich von Bedeutung | 09291227 |
| Weitere Bilder                          | Mietshaus in offener Bebauung mit seitlicher Einfriedung und Remise im Hof | Tschaikowskistraße 33 (Karte)                                            | bezeichnet 1902 (Mietshaus) | neobarocke Putzfassade, Erker mit Schweifgiebel, teilweise bleiverglaste Treppenhausfenster, baugeschichtlich und städtebaulich von Bedeutung | 09291228 |
| Weitere Bilder                          | Straßenbrücke über die Parthe | Waldstraße (Karte)                                                       | bezeichnet 1903 (Straßenbrücke) | mit schmiedeeisernem Gitter, Sandsteinpfeilern und Kandelabern, baugeschichtlich von Bedeutung | 09293762 |
|                                         | Handschwengelpumpe mit Brunnenschacht und Abdeckplatte | Waldstraße (Karte)                                                       | vor 1891 (Handschwengelpumpe) | vor Nummer 48, Typ Gotik, ortsgeschichtlich von Bedeutung | 09294864 |
|                                         | Mietshaus in halboffener Bebauung und in Ecklage (Anschriften: Jahnallee 20, Waldstraße 1 und Friedrich-Ebert-Straße 90) | Waldstraße 1 (Karte)                                                     | um 1880 (Mietshaus) | mit Läden, historistische Putzfassade, Eckbetonung mit Türmchen, geätzte Treppenhausfenster, Stuck und Terrazzo im Eingangsbereich, reich dekorierter Kopfbau am Waldplatz, baugeschichtlich und städtebaulich von Bedeutung | 09291753 |
| Weitere Bilder                          | Mietshaus in ehemals geschlossener Bebauung | Waldstraße 2 (Karte)                                                     | 1892 (Mietshaus) | mit Tordurchfahrt, historistische Putzfassade, geätzte Treppenhausfenster, Holzpaneele in der Tordurchfahrt, baugeschichtlich und städtebaulich von Bedeutung | 09291712 |
|                                         | Mietshaus in geschlossener Bebauung (bauliche Einheit mit Waldstraße 5) | Waldstraße 3 (Karte)                                                     | um 1880 (Mietshaus) | mit Tordurchfahrt, historistische Putzfassade mit Sandsteingliederung, baugeschichtlich und städtebaulich von Bedeutung | 09291740 |
| Weitere Bilder                          | Mietshaus in geschlossener Bebauung mit Tordurchfahrt | Waldstraße 4 (Karte)                                                     | 1895–1896 (Mietshaus) | mit Laden, repräsentative historisierende Klinkerfassade, Stuck in der Tordurchfahrt, von monumentaler Wirkung, Architekt: Paul Möbius, baugeschichtlich und städtebaulich von Bedeutung | 09291713 |
|                                         | Mietshaus in geschlossener Bebauung (bauliche Einheit mit Waldstraße 3) | Waldstraße 5 (Karte)                                                     | um 1880 (Mietshaus) | historistische Putzfassade, bleiverglaste Treppenhausfenster, baugeschichtlich und städtebaulich von Bedeutung | 09291741 |
|                                         | Mietshaus in geschlossener Bebauung (bauliche Einheit mit Waldstraße 8) mit rechtem Seitenflügel und Brunnenbecken im Hof | Waldstraße 6 (Karte)                                                     | 1877–1878 (Mietshaus) | mit Tordurchfahrt, historistische Putzfassade, geätzte Treppenhausfenster, Stuck in der Tordurchfahrt, baugeschichtlich und städtebaulich von Bedeutung | 09291714 |
|                                         | Mietshaus in geschlossener Bebauung | Waldstraße 7 (Karte)                                                     | um 1880 (Mietshaus) | historistische Putzfassade mit reicher Stuckgliederung, Stuck und Windfangtür im Eingangsbereich, baugeschichtlich und städtebaulich von Bedeutung | 09291742 |
|                                         | Mietshaus in geschlossener Bebauung (bauliche Einheit mit Waldstraße 6) mit linkem Seitenflügel im Hof | Waldstraße 8 (Karte)                                                     | 1877–1878 (Mietshaus) | mit Tordurchfahrt, historistische Putzfassade, geätzte Treppenhausfenster, Stuckmedaillons und -decke in der Tordurchfahrt, baugeschichtlich und städtebaulich von Bedeutung | 09291715 |
|                                         | Mietshaus in geschlossener Bebauung | Waldstraße 9 (Karte)                                                     | um 1880 (Mietshaus) | klassizistische Putzfassade mit Sandsteingliederung, baugeschichtlich und städtebaulich von Bedeutung | 09291743 |
|                                         | Mietshaus in geschlossener Bebauung und in Ecklage | Waldstraße 11 (Karte)                                                    | um 1870 (Mietshaus) | mit Eckladen, historistisch-klassizistische Putzfassade mit Sandsteingliederung, Eckbetonung, baugeschichtlich und städtebaulich von Bedeutung | 09291744 |
|                                         | Mietshaus in ehemals geschlossener Bebauung mit linkem Seitenflügel sowie Werkstattgebäude im Hof | Waldstraße 12 (Karte)                                                    | 1885 (Mietshaus), 1885 (Werkstatt) | Vorderhaus mit Läden und Tordurchfahrt, klassizistische Putzfassade, geätzte Treppenhausfenster, Holzpaneele in der Tordurchfahrt, baugeschichtlich und städtebaulich von Bedeutung | 09291716 |
|                                         | Mietshaus in halboffener Bebauung und in Ecklage | Waldstraße 13 (Karte)                                                    | um 1910 (Mietshaus) | mit Läden, markant gegliederte Putzfassade, bleiverglaste Treppenhausfenster, im Reformstil der Zeit um 1910, baugeschichtlich und städtebaulich von Bedeutung | 09291745 |
|                                         | Fabrikantenvilla (Nr. 15) mit Einfriedung und Vorgarten sowie Werkstattgebäude (Nr. 15a) in rückwärtiger Lage, ehemals Gustav-Adolf-Straße 56 | Waldstraße 15; 15a (Karte)                                               | 1866 (Fabrikantenvilla), 1912 (Lagerhaus), 1878 (Einfriedung)                                                                                  | repräsentative historistische Putzfassade, Umbau eines ehemaligen Lagerhauses zur Villa, möglicherweise auch Kontorgebäude der Firma, benannt nach dem Fabrikanten Curt Robert Georgi, Inhaber einer Dampffabrik für ätherische Öle und Essenzen, baugeschichtlich, ortsgeschichtlich und städtebaulich von Bedeutung | 09291746 |
|                                         | Mietshaus in ehemals geschlossener Bebauung | Waldstraße 16 (Karte)                                                    | 1864 (Mietshaus) | mit Hausdurchgang, klassizistische Putzfassade, eines der ältesten erhaltenen Häuser der Ausfallstraße, baugeschichtlich und städtebaulich von Bedeutung | 09300670 |
|                                         | Mietshaus in geschlossener Bebauung | Waldstraße 18 (Karte)                                                    | um 1870 (Mietshaus) | mit Tordurchfahrt, einfache historistisch-klassizistische Putzfassade, Windfangtür mit geätzter Verglasung, baugeschichtlich und städtebaulich von Bedeutung | 09291717 |
|                                         | Mietshaus in halboffener Bebauung und in Ecklage | Waldstraße 19 (Karte)                                                    | 1861 (Mietshaus) | historistische Putzfassade mit Balkon, geätzte Treppenhausfenster, Wandmalerei im Eingangsbereich, baugeschichtlich und städtebaulich von Bedeutung | 09291747 |
|                                         | Mietshaus in geschlossener Bebauung und Hinterhaus als Winkelbau | Waldstraße 20 (Karte)                                                    | 1874 (Mietshaus) | mit Tordurchfahrt, klassizistische Putzfassade, Holzpaneele in der Tordurchfahrt, baugeschichtlich und städtebaulich von Bedeutung | 09291718 |
|                                         | Zwei Mietshäuser (unter einer Hausnummer) in halboffener Bebauung in Ecklage | Waldstraße 21 (Karte)                                                    | um 1870 (Mietshaus) | mit Läden, klassizistische Putzfassade mit Sandsteingliederung, baugeschichtlich und städtebaulich von Bedeutung | 09291748 |
|                                         | Mietshaus in geschlossener Bebauung und Hinterhaus als Winkelbau | Waldstraße 22 (Karte)                                                    | Mitte 19. Jh. (Mietshaus) | klassizistische Putzfassade mit Sandsteingliederung, Vorderhaus mit Tordurchfahrt und Läden, baugeschichtlich und städtebaulich von Bedeutung | 09291719 |
|                                         | Wohn- und Kontorhaus in halboffener Bebauung einer Aromafabrik | Waldstraße 23 (Karte)                                                    | um 1870 (Mietshaus) | historistische Putzfassade, Gebäude ehemals Teil der Aromafabrik Kluge & Pöritzsch, Dampf-Fabrik ätherischer Öle, Riechstoffe und Essenzen, baugeschichtlich, ortsentwicklungsgeschichtlich und städtebaulich von Bedeutung | 09291749 |
|                                         | Mietshaus in geschlossener Bebauung | Waldstraße 24 (Karte)                                                    | 1877 (Mietshaus) | mit Ladenzone, klassizistische Putzfassade, baugeschichtlich und städtebaulich von Bedeutung | 09300532 |
|                                         | Mietshaus in geschlossener Bebauung | Waldstraße 25 (Karte)                                                    | 1905 (Mietshaus) | mit Läden und Tordurchfahrt, markante späthistoristische Sandsteinfassade mit Balkons und Fachwerk-Erker, Marmor und Fußbodenkacheln im Eingangsbereich, Architekt: Bruno Richter, baugeschichtlich, künstlerisch und städtebaulich von Bedeutung | 09291750 |
|                                         | Mietshaus in geschlossener Bebauung | Waldstraße 26 (Karte)                                                    | um 1880 (Mietshaus) | mit Laden und Hausdurchgang, klassizistische Putzfassade, baugeschichtlich und städtebaulich von Bedeutung | 09264432 |
| Weitere Bilder                          | Mietshaus in geschlossener Bebauung | Waldstraße 27 (Karte)                                                    | um 1870 (Mietshaus) | mit Laden, historistische Putzfassade mit Sandsteingliederung, baugeschichtlich und städtebaulich von Bedeutung | 09291751 |
|                                         | Mietshaus in geschlossener Bebauung und in Ecklage | Waldstraße 28 (Karte)                                                    | 1870er Jahre (Mietshaus) | mit Läden, historistische Putzfassade mit Sandsteingliederung, baugeschichtlich und städtebaulich von Bedeutung | 09291720 |
|                                         | Mietshaus in geschlossener Bebauung und in Ecklage | Waldstraße 29 (Karte)                                                    | um 1870 (Mietshaus) | mit Eckladen, historistische Putzfassade, Stuck und Windfangtür im Eingangsbereich, baugeschichtlich und städtebaulich von Bedeutung | 09291752 |
|                                         | Mietshaus in halboffener Bebauung und in Ecklage | Waldstraße 30 (Karte)                                                    | um 1870 (Mietshaus) | mit Läden, klassizistische Putzfassade, geätzte Treppenhausfenster, baugeschichtlich und städtebaulich von Bedeutung | 09291721 |
| Weitere Bilder                          | Mietshaus in geschlossener Bebauung und in Ecklage, heute Hotel | Waldstraße 31 (Karte)                                                    | nach 1871 (Mietshaus) | historistische Putzfassade, baugeschichtlich und städtebaulich von Bedeutung | 09292790 |
|                                         | Mietshaus in geschlossener Bebauung | Waldstraße 32 (Karte)                                                    | um 1870 (Wohnhaus) | mit Laden, klassizistische Putzfassade, baugeschichtlich und städtebaulich von Bedeutung | 09264634 |
|                                         | Mietshaus in geschlossener Bebauung, heute Hotel | Waldstraße 33 (Karte)                                                    | nach 1871 (Mietshaus) | historistische Putzfassade, baugeschichtlich und städtebaulich von Bedeutung | 09292791 |
|                                         | Mietshaus in geschlossener Bebauung | Waldstraße 34 (Karte)                                                    | 1878 (Mietshaus) | mit Läden, historistische Putzfassade, geätzte Treppenhausfenster, Ladeneinbau um 1900, baugeschichtlich und städtebaulich von Bedeutung | 09291722 |
|                                         | Mietshaus in geschlossener Bebauung | Waldstraße 36 (Karte)                                                    | 1870er Jahre (Mietshaus) | mit Läden, historistische Putzfassade, teilweise geätzte Treppenhausfenster, baugeschichtlich und städtebaulich von Bedeutung | 09291723 |
|                                         | Mietshaus in ehemals geschlossener Bebauung | Waldstraße 38 (Karte)                                                    | um 1870 (Mietshaus) | mit Läden, historistische Putzfassade, Windfangtür mit geätzter Verglasung, Ladenfronten Ende 19. Jahrhundert, baugeschichtlich und städtebaulich von Bedeutung | 09291724 |
|                                         | Mietshaus in geschlossener Bebauung | Waldstraße 41 (Karte)                                                    | 1863–1866 (Mietshaus) | mit Laden, klassizistische Putzfassade, Windfangtür mit geätzter Verglasung, baugeschichtlich und städtebaulich von Bedeutung | 09291756 |
|                                         | Mietshaus in halboffener Bebauung und in Ecklage | Waldstraße 43 (Karte)                                                    | 1863–1866 (Mietshaus) | mit originalem Eckladen, klassizistische Putzfassade, baugeschichtlich und städtebaulich von Bedeutung | 09291757 |
|                                         | Mietshaus in geschlossener Bebauung und in Ecklage | Waldstraße 45 (Karte)                                                    | um 1890 (Mietshaus) | mit Eckladen, historistische Klinkerfassade mit Sandsteingliederung, Eckbetonung, baugeschichtlich und städtebaulich von Bedeutung | 09291758 |
|                                         | Mietshaus in geschlossener Bebauung (bauliche Einheit mit Nr. 49) | Waldstraße 47 (Karte)                                                    | um 1865 (Mietshaus) | mit Hausdurchgang, historistische Putzfassade mit Sandsteingliederung, baugeschichtlich und städtebaulich von Bedeutung | 09291759 |
|                                         | Mietshaus in ehemals halboffener Bebauung sowie Wohnhaus im Hof | Waldstraße 48 (Karte)                                                    | 1860er Jahre (Mietshaus), 1860er Jahre (Wohnhaus)                                                                                              | Vordergebäude mit Tordurchfahrt und Laden, historistische Putzfassade mit Sandsteingliederung, baugeschichtlich und städtebaulich von Bedeutung | 09291728 |
|                                         | Mietshaus in geschlossener Bebauung (bauliche Einheit mit Nr. 47) | Waldstraße 49 (Karte)                                                    | um 1865 (Mietshaus) | mit Hausdurchgang, historistische Putzfassade, nachträglich angebauter Kastenerker, Holzpaneele im Eingangsbereich, baugeschichtlich und städtebaulich von Bedeutung | 09291760 |
|                                         | Mietshaus in halboffener Bebauung | Waldstraße 50 (Karte)                                                    | 1874 (Mietshaus) | repräsentative historistische Klinkerfassade, im Stil der Neorenaissance, Nischen mit Sandsteinskulpturen, Pergola mit Eisengittern, baugeschichtlich und städtebaulich von Bedeutung | 09291729 |
|                                         | Mehrfamilienhäuser einer Wohnanlage (bauliche Einheit mit Wettiner Straße 15–17a) | Waldstraße 51; 53 (Karte)                                                | bezeichnet 1933 (Doppelmietshaus) | Putzfassade mit Klinkergliederung, im traditionalistischen Stil der 1930er Jahre mit Anklängen an den Stil der Moderne, Wohnanlage mit Wettiner Straße 15–17a, baugeschichtlich und städtebaulich von Bedeutung | 09291761 |
| Weitere Bilder                          | Mietshaus (mit zwei Hausnummern) in geschlossener Bebauung und in Ecklage | Waldstraße 52; 54 (Karte)                                                | 1899–1900 (Doppelmietshaus) | mit Eckladen, straßenbildprägendes Gebäude, repräsentative historisierende Sandsteinfassade, Eckerker, Bleiglasfenster, im Eingangsbereich Stuckmarmor, Terrazzo und Stuck, baugeschichtlich und städtebaulich von Bedeutung | 09291730 |
|                                         | Mietshaus in geschlossener Bebauung und in Ecklage | Waldstraße 55 (Karte)                                                    | um 1885 (Mietshaus) | historistische Putzfassade, Eckbalkons, geätzte Treppenhausfenster, Stuck und Terrazzo mit Mosaik im Eingangsbereich, baugeschichtlich und städtebaulich von Bedeutung | 09291763 |
|                                         | Mietshaus in geschlossener Bebauung und in Ecklage | Waldstraße 56 (Karte)                                                    | 1899–1900 (Mietshaus) | mit Eckladen, straßenbildprägendes Gebäude, repräsentative historisierende Sandsteinfassade, Eckerker, Bleiglasfenster, im Eingangsbereich Stuckmarmor, Stuck und Terrazzo, baugeschichtlich und städtebaulich von Bedeutung | 09291731 |
|                                         | Mietshaus in geschlossener Bebauung mit Hinterhaus und Waschhaus | Waldstraße 57 (Karte)                                                    | um 1890 (Mietshaus) | mit Tordurchfahrt und Läden, repräsentative historistische Putzfassade, geätzte Treppenhausfenster im Vorder- und Hinterhaus, Stuck in der Tordurchfahrt, baugeschichtlich und städtebaulich von Bedeutung | 09291764 |
|                                         | Mietshaus in geschlossener Bebauung | Waldstraße 58 (Karte)                                                    | 1890er Jahre (Mietshaus) | historistische Klinkerfassade, geätzte Treppenhausfenster, reicher Stuck im Eingangsbereich, baugeschichtlich und städtebaulich von Bedeutung | 09291732 |
|                                         | Mietshaus in geschlossener Bebauung | Waldstraße 59 (Karte)                                                    | um 1890 (Mietshaus) | repräsentative historistische Putzfassade, Stuck und Holztäfelung im Eingangsbereich, baugeschichtlich und städtebaulich von Bedeutung | 09291765 |
|                                         | Mietshaus in geschlossener Bebauung | Waldstraße 60 (Karte)                                                    | um 1895 (Mietshaus) | mit Laden, historistische Putzfassade, geätzte Treppenhausfenster, Stuck und Holztäfelung im Eingangsbereich, baugeschichtlich und städtebaulich von Bedeutung | 09291733 |
|                                         | Mietshaus in geschlossener Bebauung | Waldstraße 61 (Karte)                                                    | um 1885 (Mietshaus) | mit Tordurchfahrt, historistische Putzfassade, Stuck in der Tordurchfahrt, baugeschichtlich und städtebaulich von Bedeutung | 09291766 |
|                                         | Mietshaus in geschlossener Bebauung in Ecklage (bauliche Einheit mit Wettiner Straße 13) | Waldstraße 62 (Karte)                                                    | um 1895 (Mietshaus) | mit Eckladen, repräsentative historistische Klinkerfassade, Eckbetonung mit Erker, teilweise bleiverglaste Treppenhausfenster, baugeschichtlich und städtebaulich von Bedeutung | 09291734 |
|                                         | Mietshaus in geschlossener Bebauung und in Ecklage | Waldstraße 63 (Karte)                                                    | 1890er Jahre (Mietshaus) | repräsentative neobarocke Putzfassade, mit Eckerker und Balkons, bleiverglaste Treppenhausfenster, Schablonenmalerei im Treppenhaus, baugeschichtlich und städtebaulich von Bedeutung | 09291767 |
|                                         | Mietshaus in geschlossener Bebauung und in Ecklage (bauliche Einheit mit Wettiner Straße 10) | Waldstraße 64 (Karte)                                                    | um 1895 (Mietshaus) | mit Eckladen und Laden, repräsentative historistische Klinkerfassade, Eckerker, baugeschichtlich und städtebaulich von Bedeutung | 09291735 |
|                                         | Mietshaus in offener Bebauung und in Ecklage, mit Einfriedung, Vorgarten und Pavillon | Waldstraße 65 (Karte)                                                    | 1910 (Mietshaus) | reich gegliederte Putzfassade, Ecktürme, im Reformstil der Zeit um 1910, bleiverglaste Treppenhausfenster, Marmor und Deckenmalerei im Eingangsbereich, baugeschichtlich und städtebaulich von Bedeutung | 09291768 |
|                                         | Mietshaus in geschlossener Bebauung | Waldstraße 66 (Karte)                                                    | um 1895 (Mietshaus) | historistische Putzfassade, geätzte Treppenhausfenster, Windfangtür, baugeschichtlich und städtebaulich von Bedeutung | 09291736 |
|                                         | Mietshaus in offener Bebauung mit Einfriedung und Vorgarten | Waldstraße 67 (Karte)                                                    | 1911 (Mietshaus) | markant gestaltete Putzfassade, im Reformstil der Zeit um 1910, bleiverglaste Treppenhausfenster mit Glasmalerei, Marmor und Kacheln im Eingangsbereich, baugeschichtlich und städtebaulich von Bedeutung | 09291769 |
|                                         | Mietshaus in geschlossener Bebauung | Waldstraße 68 (Karte)                                                    | um 1895 (Mietshaus) | historistische Putz-Klinker-Fassade, Deckenmalerei im Eingangsbereich, Stuck im Treppenhaus, baugeschichtlich und städtebaulich von Bedeutung | 09291737 |
|                                         | Mietshaus in geschlossener Bebauung | Waldstraße 70 (Karte)                                                    | um 1895 (Mietshaus) | historistische Putzfassade, im Eingangsbereich Stuck, Holzpaneele und Fußbodenkacheln, baugeschichtlich und städtebaulich von Bedeutung | 09291738 |
|                                         | Volkswohnungen Am Mückenschlößchen: Drei Mehrfamilienhäuser und Grünflächen einer Wohnanlage | Waldstraße 71; 73; 75; 77; 79; 81; 83; 85 (Karte)                        | 1939–1940 (Wohnblöcke) | traditionalistische Putzbauten mit Reliefs über den Hauseingängen, siehe auch Goyastraße 1–11 und Max-Planck-Straße 28–50, baugeschichtlich und städtebaulich von Bedeutung | 09286953 |
|                                         | Mietshaus in geschlossener Bebauung in Ecklage (bauliche Einheit mit Christianstraße 5) | Waldstraße 72 (Karte)                                                    | um 1895 (Mietshaus) | repräsentative historistische Klinkerfassade, Eckerker, teilweise geätzte Treppenhausfenster, Stuck und Holztäfelung im Eingangsbereich, baugeschichtlich und städtebaulich von Bedeutung | 09291739 |
| Weitere Bilder                          | Mietshaus in ehemals offener Bebauung und in Ecklage, mit Vorgarten | Waldstraße 74 (Karte)                                                    | um 1910 (Mietshaus) | markante Putzfassade mit Reliefs, im Reformstil der Zeit um 1910, baugeschichtlich und städtebaulich von Bedeutung | 09292792 |
|                                         | Mietshaus in ehemals offener Bebauung mit Vorgarten | Waldstraße 76 (Karte)                                                    | um 1910 (Mietshaus) | markante Putzfassade, im Reformstil der Zeit um 1910, baugeschichtlich und städtebaulich von Bedeutung | 09292793 |
|                                         | Mietshaus in ehemals offener Bebauung mit Vorgarten | Waldstraße 78 (Karte)                                                    | um 1910 (Mietshaus) | markante Putzfassade, im Reformstil der Zeit um 1910, baugeschichtlich und städtebaulich von Bedeutung | 09292794 |
|                                         | Mietshaus in ehemals offener Bebauung mit Vorgarten | Waldstraße 80 (Karte)                                                    | um 1910 (Mietshaus) | markante Putzfassade, im Reformstil der Zeit um 1910, baugeschichtlich und städtebaulich von Bedeutung | 09292795 |
| Weitere Bilder                          | Mietshaus (Nr. 82) in offener Bebauung mit Gartenhaus (Nr. 84, Hinterhaus) und Remisengebäude, Einfriedung und Vorgarten | Waldstraße 82; 84 (Karte)                                                | um 1905 (Mietshaus) | markante Putzfassade, im Reformstil der Zeit um 1910, teilweise bleiverglaste Treppenhausfenster, baugeschichtlich und städtebaulich von Bedeutung | 09291770 |
| Weitere Bilder                          | Ausflugsgaststätte mit Einfriedung, Vorgarten und Gartengrotte mit ehemaligem Wasserfall | Waldstraße 86 (Karte)                                                    | 1890–1892 (Gaststätte), 1893 (Einfriedung), um 1890 (Garten), 1893 (Grotte)                                                                    | malerisches straßenbildprägendes Gebäude, historistische Putzfassade mit Porphyrtuffgliederung, Turm und Volutengiebel, bleiverglaste Treppenhausfenster, im Stil der Neorenaissance, baugeschichtlich, ortsgeschichtlich und städtebaulich von Bedeutung | 09291634 |
|                                         | Ehemaliges Polizeigebäude in offener Bebauung (mit Vorhalle), heute Tierheim | Waldstraße 175 (Karte)                                                   | 1914 (Polizei) | im Rosental gelegen, Putzfassade im Reformstil der Zeit um 1910, baugeschichtlich und ortsgeschichtlich von Bedeutung | 09299438 |
|                                         | Mietshaus in offener Bebauung mit seitlicher Einfriedung | Wettiner Straße 2 (Karte)                                                | um 1900 (Mietshaus) | historistische Klinkerfassade mit zwei Erkern, Reste bleiverglaster Treppenhausfenster, baugeschichtlich und städtebaulich von Bedeutung | 09291562 |
| Weitere Bilder                          | Mietshaus in offener Bebauung mit seitlicher Einfriedung | Wettiner Straße 3 (Karte)                                                | um 1895 (Mietshaus) | historistische Klinkerfassade, bleiverglaste Treppenhausfenster, Schablonenmalerei im Treppenhaus, baugeschichtlich und städtebaulich von Bedeutung | 09291563 |
| Weitere Bilder                          | Mietshaus in offener Bebauung mit seitlicher Einfriedung | Wettiner Straße 5 (Karte)                                                | um 1895 (Mietshaus) | historistische Klinkerfassade, Stuckdecke im Eingangsbereich, baugeschichtlich und städtebaulich von Bedeutung | 09291564 |
|                                         | Mietshaus in offener Bebauung | Wettiner Straße 6 (Karte)                                                | um 1900 (Mietshaus) | historistische Klinkerfassade, Eckturm und Erker, Reste bleiverglaster Treppenhausfenster, baugeschichtlich und städtebaulich von Bedeutung | 09291565 |
|                                         | Mietshaus in offener Bebauung mit seitlicher Einfriedung | Wettiner Straße 7 (Karte)                                                | um 1895 (Mietshaus) | historistische Klinkerfassade, bleiverglaste Treppenhausfenster, baugeschichtlich und städtebaulich von Bedeutung | 09291566 |
|                                         | Mietshaus (Nr. 8) in offener Bebauung und Gartenhaus (Nr. 8a) sowie seitliche Toreinfahrt und Pforte | Wettiner Straße 8; 8a (Karte)                                            | um 1900 (Mietshaus) | historisierende Klinkerfassade, Kastenerker, Fachwerk-Aufbauten im Dach, bleiverglaste Treppenhausfenster, baugeschichtlich und städtebaulich von Bedeutung | 09291567 |
|                                         | Mietshaus in halboffener Bebauung (bauliche Einheit mit Nr. 11) | Wettiner Straße 9 (Karte)                                                | um 1895 (Mietshaus) | repräsentative historistische Putzfassade mit Erker, geätzte Treppenhausfenster, Stuck im Eingangsbereich, 1936–1942 Wohnort der Pädagogin Hedwig Burgheim (1887–1943), baugeschichtlich und städtebaulich von Bedeutung | 09291568 |
|                                         | Mietshaus in halboffener Bebauung (bauliche Einheit mit Waldstraße 64) | Wettiner Straße 10 (Karte)                                               | um 1890 (Mietshaus) | mit Läden, historistische Klinkerfassade, Erker, geätzte Treppenhausfenster, baugeschichtlich und städtebaulich von Bedeutung | 09291569 |
|                                         | Mietshaus in geschlossener Bebauung (bauliche Einheit mit Nr. 9) | Wettiner Straße 11 (Karte)                                               | um 1895 (Mietshaus) | repräsentative historistische Putzfassade mit Balkons, geätzte Treppenhausfenster, baugeschichtlich und städtebaulich von Bedeutung | 09291570 |
|                                         | Mietshaus in geschlossener Bebauung | Wettiner Straße 12 (Karte)                                               | um 1880 (Mietshaus) | klassizistische wirkende Putzfassade, baugeschichtlich und städtebaulich von Bedeutung | 09292364 |
|                                         | Mietshaus in geschlossener Bebauung (bauliche Einheit mit Waldstraße 62) | Wettiner Straße 13 (Karte)                                               | 1890er Jahre (Mietshaus) | historistische Klinkerfassade, bleiverglaste Treppenhausfenster, baugeschichtlich und städtebaulich von Bedeutung | 09291571 |
|                                         | Mietshaus in geschlossener Bebauung | Wettiner Straße 14 (Karte)                                               | um 1880 (Mietshaus) | klassizistisch wirkende Putzfassade, Windfangtür mit geätzten Scheiben und Supraporte, einfache Stuckgliederung im Eingangsbereich, baugeschichtlich und städtebaulich von Bedeutung | 09292360 |
|                                         | Mehrfamilienhäuser einer Wohnanlage (bauliche Einheit mit Waldstraße 51/53 und Wettiner Straße 17/17a) | Wettiner Straße 15; 15b (Karte)                                          | bezeichnet 1933–1934 (Doppelmietshaus) | mit Tordurchfahrt und mit Läden, Relief über der Tordurchfahrt, Putzfassade mit Klinkergliederung, im traditionalistischen Stil der 1930er Jahre mit Anklängen an den Stil der Moderne, Wohnanlage mit Waldstraße 51/53 und Wettiner Straße 17/17a, baugeschichtlich und städtebaulich von Bedeutung | 09291572 |
|                                         | Mehrfamilienhaus als Hinterhaus einer Wohnanlage (siehe auch Wettiner Straße 15/15b, 17/17a und Waldstraße 51/53) | Wettiner Straße 15a (Karte)                                              | bezeichnet 1933–1934 (Mietshaus) | Putzfassade mit Klinkergliederung, im traditionalistischen Stil der 1930er Jahre mit Anklängen an den Stil der Moderne, Treppenhausfenster mit Strukturglas, baugeschichtlich und städtebaulich von Bedeutung | 09263650 |
|                                         | Mietshaus in geschlossener Bebauung | Wettiner Straße 16 (Karte)                                               | um 1880 (Mietshaus) | mit Hausdurchgang, historistische Putzfassade, baugeschichtlich und städtebaulich von Bedeutung | 09292423 |
|                                         | Mehrfamilienhäuser einer Wohnanlage (bauliche Einheit mit Wettiner Straße 15/15b und Waldstraße 51/53) | Wettiner Straße 17; 17a (Karte)                                          | bezeichnet 1934 (Doppelmietshaus) | Putzfassade mit Klinkergliederung, im traditionalistischen Stil der 1930er Jahre mit Anklängen an den Stil der Moderne, Wohnanlage mit Waldstraße 51/53 und Wettiner Straße 15–17a, baugeschichtlich und städtebaulich von Bedeutung | 09291574 |
|                                         | Mietshaus in geschlossener Bebauung | Wettiner Straße 18 (Karte)                                               | um 1895 (Mietshaus) | mit Hausdurchgang, kräftige historistische Klinkerfassade, teilweise geätzte Treppenhausfenster, baugeschichtlich und städtebaulich von Bedeutung | 09291576 |
|                                         | Mietshaus in geschlossener Bebauung | Wettiner Straße 19 (Karte)                                               | bezeichnet 1899–1900 (Mietshaus) | mit Laden, historistische Klinkerfassade, zwei übergiebelte Seitenrisalite, Erker, geätzte Treppenhausfenster, Prägetapete, Schablonenmalerei im Eingangsbereich, baugeschichtlich und städtebaulich von Bedeutung | 09291577 |
|                                         | Mietshaus in geschlossener Bebauung (bauliche Einheit mit Nr. 22) | Wettiner Straße 20 (Karte)                                               | um 1880 (Mietshaus) | mit Hausdurchgang, historistische Putzfassade, baugeschichtlich und städtebaulich von Bedeutung | 09292772 |
|                                         | Mietshaus in geschlossener Bebauung | Wettiner Straße 21 (Karte)                                               | um 1890 (Mietshaus) | historisierende Klinkerfassade mit Sandsteingliederung, baugeschichtlich und städtebaulich von Bedeutung | 09291578 |
|                                         | Mietshaus in geschlossener Bebauung (bauliche Einheit mit Nr. 20) | Wettiner Straße 22 (Karte)                                               | um 1880 (Mietshaus) | mit Hausdurchgang, Putzfassade, baugeschichtlich und städtebaulich von Bedeutung | 09264685 |
|                                         | Mietshaus in geschlossener Bebauung | Wettiner Straße 23 (Karte)                                               | um 1885 (Mietshaus) | mit Tordurchfahrt, reich dekorierte historistische Putzfassade, geätzte Treppenhausfenster, Holzpaneele und Stuck in der Tordurchfahrt, baugeschichtlich und städtebaulich von Bedeutung | 09291579 |
|                                         | Mietshaus in geschlossener Bebauung | Wettiner Straße 24 (Karte)                                               | um 1880 (Mietshaus) | historistische Putzfassade, Windfangtür mit geätzten Scheiben, Treppenhausfenster mit farbiger Bleiverglasung um 1925, baugeschichtlich und städtebaulich von Bedeutung | 09290811 |
|                                         | Mietshaus in geschlossener Bebauung | Wettiner Straße 25 (Karte)                                               | um 1890 (Mietshaus) | historistische Klinkerfassade, geätzte Treppenhausfenster, baugeschichtlich und städtebaulich von Bedeutung | 09291580 |
|                                         | Mietshaus in geschlossener Bebauung | Wettiner Straße 26 (Karte)                                               | um 1885 (Mietshaus) | historistische Putzfassade, baugeschichtlich und städtebaulich von Bedeutung | 09264139 |
|                                         | Mietshaus in geschlossener Bebauung und Hinterhaus | Wettiner Straße 27 (Karte)                                               | 1889 (Mietshaus), bezeichnet 1889 (Hinterhaus)                                                                                                 | mit Tordurchfahrt, historistische Putzfassade, sieben Wandgemälde und reicher Stuck in der Tordurchfahrt, baugeschichtlich und städtebaulich von Bedeutung | 09291581 |
|                                         | Mietshaus in geschlossener Bebauung und in Ecklage | Wettiner Straße 28 (Karte)                                               | um 1890 (Mietshaus) | mit Hausdurchgang, historistische Putzfassade, Hoftür mit Bleiglasfenster, baugeschichtlich und städtebaulich von Bedeutung | 09291582 |
|                                         | Mietshaus in geschlossener Bebauung und in Ecklage | Wettiner Straße 29 (Karte)                                               | um 1880 (Mietshaus) | historistische Putzfassade, Stuck und Windfangtür im Eingangsbereich, baugeschichtlich und städtebaulich von Bedeutung | 09291583 |
|                                         | Mietshaus in geschlossener Bebauung und in Ecklage | Wettiner Straße 30 (Karte)                                               | um 1890 (Mietshaus) | mit Eckladen im Souterrain, historistische Klinkerfassade, Eckerker, Reste bleiverglaster Treppenhausfenster, baugeschichtlich und städtebaulich von Bedeutung | 09291584 |
|                                         | Mietshaus in geschlossener Bebauung | Wettiner Straße 32 (Karte)                                               | um 1890 (Mietshaus) | historistische Klinkerfassade, geätzte Treppenhausfenster, Stuck und Fußbodenkacheln im Eingangsbereich, baugeschichtlich und städtebaulich von Bedeutung | 09291585 |
|                                         | Mietshaus in geschlossener Bebauung | Wettiner Straße 34 (Karte)                                               | um 1890 (Mietshaus) | historistische Klinkerfassade, geätzte Treppenhausfenster, Schablonenmalerei im Treppenhaus, baugeschichtlich und städtebaulich von Bedeutung | 09291586 |
|                                         | Doppelmietshaus (mit Friedrich-Ebert-Straße 118) in geschlossener Bebauung und in Ecklage | Wettiner Straße 36 (Karte)                                               | um 1890 (Doppelmietshaus) | historistische Klinkerfassade, Eckbalkons, Stuck und Holzpaneele im Eingangsbereich, baugeschichtlich und städtebaulich von Bedeutung | 09291587 |
|                                         | Ehemalige Jugendherberge, später Kinderheim, heute Wohnhaus | Zöllnerweg 6 (Karte)                                                     | 1936–1939 (Jugendherberge) | schlichte Putzfassade, im Heimatstil der 1930er Jahre, baugeschichtlich und ortsgeschichtlich von Bedeutung | 09293113 |

## Ehemalige Kulturdenkmale
| Bild                                    | Bezeichnung                 | Lage                    | Datierung        | Beschreibung                                                           | ID       |
| --------------------------------------- | --------------------------- | ----------------------- | ---------------- | ---------------------------------------------------------------------- | -------- |
| Direkt Bild zu diesem Denkmal hochladen | Mietshaus                   | Färberstraße 1c (Karte) | 1858 (Mietshaus) | Mietshaus in offener Bebauung mit Einfriedung; Putzfassade             |          |
| Direkt Bild zu diesem Denkmal hochladen | Mietshaus                   | Lortzingstraße 7; 9     | 1832 (Mietshaus) | Mietshaus in geschlossener Bebauung, ehemals mit Laden (Putzfassade)   | 09290396 |
| Direkt Bild zu diesem Denkmal hochladen | Laternenpfahl und Wegweiser | Rosental (Karte)        |                  | Laternenpfahl und Wegweiser an der Radwegkreuzung im hinteren Rosental | 09293760 |